# Liste der technischen Denkmale im Landkreis Meißen (A–M)
Die Liste der technischen Denkmale im Landkreis Meißen enthält die Technischen Denkmale im Landkreis Meißen.
Diese Liste ist eine Teilliste der Liste der Kulturdenkmale in Sachsen.
Aufgrund der großen Anzahl von technischen Denkmalen ist die Liste aufgeteilt in die
- Liste der technischen Denkmale im Landkreis Meißen (A–M)
- Liste der technischen Denkmale im Landkreis Meißen (N–Z)

Die Buchstaben entsprechen den Anfangsbuchstaben der Gemeindenamen.

## Legende
- Bild: Bild des Kulturdenkmals, ggf. zusätzlich mit einem Link zu weiteren Fotos des Kulturdenkmals im Medienarchiv Wikimedia Commons. Wenn man auf das Kamerasymbol klickt, können Fotos zu Kulturdenkmalen aus dieser Liste hochgeladen werden:
- Bezeichnung: Denkmalgeschützte Objekte und ggf. Bauwerksname des Kulturdenkmals
- Lage: Straßenname und Hausnummer oder Flurstücknummer des Kulturdenkmals. Die Grundsortierung der Liste erfolgt nach dieser Adresse. Der Link (Karte) führt zu verschiedenen Kartendiensten mit der Position des Kulturdenkmals. Fehlt dieser Link, wurden die Koordinaten noch nicht eingetragen. Sind diese bekannt, können sie über ein Tool mit einer Kartenansicht einfach nachgetragen werden. In dieser Kartenansicht sind Kulturdenkmale ohne Koordinaten mit einem roten bzw. orangen Marker dargestellt und können durch Verschieben auf die richtige Position in der Karte mit Koordinaten versehen werden. Kulturdenkmale ohne Bild sind an einem blauen bzw. roten Marker erkennbar.
- Datierung: Baubeginn, Fertigstellung, Datum der Erstnennung oder grobe zeitliche Einordnung entsprechend des Eintrags in der sächsischen Denkmaldatenbank
- Beschreibung: Kurzcharakteristik des Kulturdenkmals entsprechend des Eintrags in der sächsischen Denkmaldatenbank, ggf. ergänzt durch die dort nur selten veröffentlichten Erfassungstexte oder zusätzliche Informationen
- ID: Vom Landesamt für Denkmalpflege Sachsen vergebene, das Kulturdenkmal eindeutig identifizierende Objekt-Nummer. Der Link führt zum PDF-Denkmaldokument des Landesamtes für Denkmalpflege Sachsen. Bei ehemaligen Kulturdenkmalen können die Objektnummern unbekannt sein und deshalb fehlen bzw. die Links von aus der Datenbank entfernten Objektnummern ins Leere führen. Ein ggf. vorhandenes Icon  führt zu den Angaben des Kulturdenkmals bei Wikidata.

## Coswig, Stadt
| Bild           | Bezeichnung                                                      | Lage                 | Datierung                                                    | Beschreibung | ID       |
| -------------- | ---------------------------------------------------------------- | -------------------- | ------------------------------------------------------------ | --- | -------- |
| Weitere Bilder | Coswiger Lederwerk                                               | Brockwitz (Karte)    | 1910er Jahre (Fabrikgebäude)                                 | Fabrikanlage mit Hauptgebäude (Gebäude 1), Einfriedung an der Industriestraße sowie Kessel- und Maschinenhaus (Gebäude 3); gestalterisch bemerkenswerte Industriebauten, im Reformstil der Zeit um 1910, baugeschichtlich bedeutend, zudem von Belang für die Ortsgeschichte | 09267592 |
| Weitere Bilder | Coswiger Lack- und Farbenfabrik                                  | Brockwitz (Karte)    | 1916–1917 (Fabrikgebäude)                                    | Fabrikanlage mit Produktions- und Lagergebäude unmittelbar an der Eisenbahnlinie, großer Turm für so genannte Rektifizierungsanlage, kleiner Turm, große Esse und drei weitere Produktionsgebäude sowie Eingangshalle des Verwaltungsgebäudes; eine der bemerkenswertesten und gestalterisch anspruchsvollsten Fabrikareale des Ortes, repräsentativ gestaltete Eingangshalle im Verwaltungsgebäude, durch Lage an der Eisenbahnstrecke Dresden–Leipzig als Wahrzeichen der einst bedeutenden sächsischen Industriestadt Coswig, baugeschichtlich, ortshistorisch und industriegeschichtlich bedeutend sowie von baukünstlerischer Qualität | 08951456 |
| Weitere Bilder | Gründelmühle                                                     | Brockwitz (Karte)    | bezeichnet 1869 (Mühle)                                      | Turmholländer; Windmühlengebäude ohne Flügel, seit ca. 1930 als Wohnmühle genutzt, technikgeschichtlich und ortsgeschichtlich bedeutend | 09267455 |
| Weitere Bilder | Windmühle Brockwitz                                              | Brockwitz (Karte)    | 1868 (Mühle); bezeichnet 1879 (Wohn- und Wirtschaftsgebäude) | Turmholländer (mit alter Mühlentechnik) sowie Wohn- und Wirtschaftsgebäude des Mühlgutes; orts- und technikgeschichtlich bedeutend, liegt sehr schön in der Landschaft, Landmarke | 09267456 |
| Weitere Bilder | Bahnhof Coswig                                                   | Coswig (Karte)       | 1894 (Empfangsgebäude)                                       | Bahnhof mit Empfangsgebäude, Nebengebäude (Güterabfertigung), Vorhalle zur Unterführung und zwei Bahnsteigüberdachungen; repräsentativer Kleinstadtbahnhof des ausgehenden 19. Jahrhunderts, charakteristischer Klinkerbau mit Sandsteingliederungen in historistischer Fassadengestaltung, baugeschichtlich und ortsgeschichtlich sowie künstlerisch bedeutend | 09266402 |
| Weitere Bilder | Wäschemangel Blaudruckerei Folprecht                             | Coswig (Karte)       | 1938 Aufstellung in Brockwitz (Wäschemangel)                 | Wäschemangel; Kastenmangel »Modell Siegmar« mit Elektromotor der Fabrik hauswirtschaftlicher Maschinen Ernst Herrschuh in Chemnitz/Siegmar, von hauswirtschaftsgeschichtlicher und technikgeschichtlicher Bedeutung | 09304167 |
| Weitere Bilder | VEB Cosid-Werke (ehem.)                                          | Coswig (Karte)       | 1950er Jahre (Sozialgebäude)                                 | Sozialgebäude einer Fabrik; interessant gestalteter Putzbau mit Dachreiter, im Stil der Nationalen Bautradition der 1950er Jahre, baugeschichtlich und ortsgeschichtlich von Bedeutung | 09304099 |
|                | Wein-Großhandlung und Kelterei Otto Streller                     | Coswig (Karte)       | 1890–1893, im Kern älter (Weinkelterei)                      | Weinkelterei mit Wohnhaus (mit Ladeneinrichtung), angebautem Wirtschaftsteil und Wirtschaftsgebäude mit Turm, Gartengrundstück, Einfriedung und Toreinfahrt sowie Dampfmaschine als Wasserpumpe; großes repräsentatives Anwesen, aufwendige Fassadengestaltungen des Wirtschaftsgebäudes, gestalterisch aufgewertet durch Turmanbau, im Wohnhaus historische Ladeneinrichtung, baugeschichtlich und ortsgeschichtlich bedeutend | 09267567 |
| Weitere Bilder | Alter Bahnhof Coswig                                             | Coswig (Karte)       | 1870 (Empfangsgebäude)                                       | Bahnhof mit Empfangsgebäude, Zwischenbau und Güterabfertigung; Gründerzeitgebäude, baugeschichtlich, verkehrsgeschichtlich und ortsgeschichtlich bedeutend | 09266440 |
| Weitere Bilder | Elektrowärme Sörnewitz (ehem.); Steingutfabrik Sörnewitz (ehem.) | Neusörnewitz (Karte) | Ende 19. Jahrhundert (Fabrikgebäude)                         | Hauptgebäude einer Fabrik; bemerkenswerter Industriebau, wirkungsvoll gegliederte Klinkerfassade, baugeschichtlich und ortsgeschichtlich bedeutend | 09267519 |
| Weitere Bilder | Altes Wasserwerk                                                 | Sörnewitz (Karte)    | Ende 19. Jahrhundert (Wasserwerk); 1930er Jahre (Steinbank)  | Wasserversorgungsbau (mit erhaltener Technik) sowie Steinbank vor dem Anwesen; Putzbau mit Ziegelgliederung, gestalterisch bemerkenswertes Interieur aus der Entstehungszeit, ortsgeschichtlich bedeutsamer Industriebau des Historismus, technikgeschichtlich von Belang, unter anderem eine Dampfmaschine von Deutz erhalten | 09267518 |

## Diera-Zehren
| Bild                                    | Bezeichnung                                                               | Lage                     | Datierung | Beschreibung | ID       |
| --------------------------------------- | ------------------------------------------------------------------------- | ------------------------ | --- | --- | -------- |
| Direkt Bild zu diesem Denkmal hochladen | Wegestein                                                                 | Keilbusch (Karte)        | bezeichnet 1855 (Wegestein) | verkehrsgeschichtlich von Bedeutung | 09267777 |
| Direkt Bild zu diesem Denkmal hochladen | Oberbau eines ehemaligen Straßenbahnwagens der Stadt Meißen               | Keilbusch (Karte)        | 1920 (Straßenbahn) | verkehrsgeschichtlich und technikgeschichtlich bedeutsam | 09269675 |
| Direkt Bild zu diesem Denkmal hochladen | Alte Schmiede                                                             | Kleinzadel (Karte)       | bezeichnet 1835 (Wohnhaus) | Wohnhaus und angebautes Wirtschaftsgebäude einer alten Schmiede; zum Teil Obergeschoss Fachwerk, Fledermausgaupen im Dach, ortsgeschichtlich von Bedeutung | 09268017 |
| Direkt Bild zu diesem Denkmal hochladen | Wegestein                                                                 | Naundorf (Karte)         | 1. Hälfte 19. Jahrhundert (Wegestein)                                                                                                  | verkehrsgeschichtlich von Bedeutung | 09267877 |
| Direkt Bild zu diesem Denkmal hochladen | Fähre "Einheit"                                                           | Niederlommatzsch (Karte) | 1958 (Fähre) | Motorfähre; technikgeschichtlich von Bedeutung | 09267875 |
| Direkt Bild zu diesem Denkmal hochladen | Straßenbrücke                                                             | Nieschütz (Karte)        | 19. Jahrhundert (Straßenbrücke) | Steinbogenbrücke, verkehrsgeschichtlich und baugeschichtlich von Bedeutung | 09269851 |
| Direkt Bild zu diesem Denkmal hochladen | Neumühle                                                                  | Nieschütz (Karte)        | bezeichnet 1828 (Mühle) | Wassermühle, mit Mühleneinrichtung; Obergeschoss Fachwerk, Segmentbogenportal mit figürlichem Schlussstein, technische Ausstattung teilweise erhalten, baugeschichtlich, ortsgeschichtlich und technikgeschichtlich von Bedeutung | 09268026 |
| Direkt Bild zu diesem Denkmal hochladen | Alte Schmiede                                                             | Schieritz (Karte)        | 18. Jahrhundert (Schmiede) | Ehemalige Schmiede (mit integriertem Scheunenteil), heute Wohnhaus; mit Fachwerk-Obergeschoss, Fledermausgaupen im Dach, baugeschichtlich und ortsgeschichtlich von Bedeutung | 09267741 |
| Direkt Bild zu diesem Denkmal hochladen | Schlossmühle Schieritz                                                    | Schieritz (Karte)        | bezeichnet 1828 (Getreidemühle); um 1800 (Schneidemühle); bezeichnet 1815 (Bäckerei); bezeichnet 1841 (Scheune); um 1900 (Walzenstuhl) | Mühlenanwesen mit Wohnmühlengebäude (einschließlich vielfältiger technischer Ausstattung), Bäckereigebäude (mit Backhaus), Schneidemühlengebäude, daran Transformatorenhaus, Stallscheunengebäude, Mühlgraben, unterirdischer Tunnel, Brunnen mit Handschwengelpumpe; eine der bedeutendsten Mühlen im Landkreis Meißen, zudem bemerkenswertes Fachwerkensemble, Wohnmühlengebäude verputzter Massivbau, Bäckereigebäude Obergeschoss Fachwerk, Backhaus von 1815, Schneidemühlengebäude in Fachwerkbauweise mit Klinkeranbau (Transformatorenhaus), Seitengebäude Obergeschoss Fachwerk, unterirdischer Tunnel 60 m lang, baugeschichtlich, ortsgeschichtlich und technikgeschichtlich sowie städtebaulich bedeutend | 09267755 |
| Direkt Bild zu diesem Denkmal hochladen | Straßenbrücke über den Ketzerbach                                         | Schieritz (Karte)        | 19. Jahrhundert (Straßenbrücke) | Dreibogenbrücke in Bruchstein, baugeschichtlich und verkehrsgeschichtlich von Bedeutung | 09267746 |
| Direkt Bild zu diesem Denkmal hochladen | Kaolinbergwerk Seilitz                                                    | Seilitz (Karte)          | 19. Jahrhundert (Huthaus) | Kaolinschacht mit Huthaus und Nebengebäude; ab dem 18. Jahrhundert Abbau des Kaolin als wichtiger Rohstoff für die Herstellung von Porzellan, Haupthaus mit verbrettertem Fachwerk-Obergeschoss, regionalgeschichtlich und bergbaugeschichtlich von Bedeutung | 09267757 |
| Direkt Bild zu diesem Denkmal hochladen | Ehemalige Schmiede (mit Auffahrt und Unterstand) und Brunnen vor dem Haus | Wölkisch (Karte)         | bezeichnet 1786 (Schmiede) | Obergeschoss Fachwerk, Torbogen mit großem Schlussstein, baugeschichtlich und ortsgeschichtlich von Bedeutung | 09267761 |
| Direkt Bild zu diesem Denkmal hochladen | Rutenstein                                                                | Zehren                   | 1. Hälfte 19. Jahrhundert (Straßenverkehr)                                                                                             | Rutenstein; verkehrsgeschichtlich von Bedeutung | 09304976 |
| Direkt Bild zu diesem Denkmal hochladen | Hofmannmühle                                                              | Zehren (Karte)           | bezeichnet 1847 (Mühle) | Ehemalige Mühle mit Wohnhaus und Mühlengebäude mit Bäckereianbau und Schornstein sowie Brunnen mit Handschwengelpumpe; beide Gebäude mit Fachwerk-Obergeschoss, das Wohnmühlengebäude mit zwei schönen Türportalen (eines mit figürlicher Darstellung im Türsturz), viereckiger Schornstein, baugeschichtlich, ortsgeschichtlich und technikgeschichtlich von Bedeutung | 09267726 |

## Ebersbach
| Bild                                    | Bezeichnung                                                                   | Lage                                             | Datierung | Beschreibung | ID       |
| --------------------------------------- | ----------------------------------------------------------------------------- | ------------------------------------------------ | --- | --- | -------- |
| Weitere Bilder                          | Trepte-Mühle                                                                  | Beiersdorf Hopfenbachstraße 21; 21a; 21b (Karte) | bezeichnet 1947 (Mühlengebäude); bezeichnet 1912 (Müllerwohnhaus); 1. Hälfte 19. Jahrhundert (1. Seitengebäude); bezeichnet 1925 (2. Seitengebäude) | Mühlenanwesen (drei Hausnummern) mit Mühlengebäude, Wohnhaus und zwei Seitengebäuden (eines mit Wohnteil) sowie Inschrifttafel, jeweils ohne Innenausstattung; als Mahlmühle ortshistorische Bedeutung, stattliche Vierseitanlage, ebenfalls baugeschichtlich, technikgeschichtlich und sozialgeschichtlich von Bedeutung | 08956621 |
|                                         | Transformatorenhäuschen                                                       | Beiersdorf Hopfenbachstraße 21a (neben) (Karte)  | 1920 (Transformatorenstation) | Zeugnis für die Elektrifizierung des Ortes, technikgeschichtlich von Bedeutung | 08956619 |
| Weitere Bilder                          | Wegestein                                                                     | Beiersdorf Hopfenbachstraße 36 (neben) (Karte)   | bezeichnet 1869 (Wegestein) | verkehrshistorische Bedeutung | 08956616 |
| Direkt Bild zu diesem Denkmal hochladen | Wegestein                                                                     | Bieberach (Karte)                                | 19. Jahrhundert (Wegestein) | verkehrshistorische Bedeutung | 08959017 |
| Direkt Bild zu diesem Denkmal hochladen | Bahndamm, Brückenpfeiler und Bogenbrücke einer stillgelegten Eisenbahnstrecke | Ebersbach (Karte)                                | 19. Jahrhundert (Eisenbahndamm) | verkehrsgeschichtlich und technikgeschichtlich von Bedeutung | 08959238 |
| Weitere Bilder                          | Wegestein                                                                     | Ebersbach Freitelsdorfer Straße (Karte)          | 19. Jahrhundert (Wegestein) | verkehrsgeschichtliche Bedeutung, durch ungewöhnliche Gestaltung Seltenheitswert | 08958999 |
|                                         | Transformatorenhäuschen                                                       | Ebersbach Hauptstraße 65 (neben) (Karte)         | 1. Hälfte 20. Jahrhundert (Transformatorenstation)                                                                                                  | Zeugnis für die Elektrifizierung des Ortes, technikgeschichtlich von Bedeutung | 08958970 |
| Weitere Bilder                          | Wegestein                                                                     | Ebersbach Kalkreuther Straße (Karte)             | 19. Jahrhundert (Wegestein) | verkehrsgeschichtlich von Bedeutung | 08959016 |
| Direkt Bild zu diesem Denkmal hochladen | Wegestein                                                                     | Ebersbach (Karte)                                | 19. Jahrhundert (Wegestein) | verkehrsgeschichtlich von Bedeutung | 08958989 |
| Weitere Bilder                          | Bockwindmühle Ebersbach                                                       | Ebersbach Naunhofer Straße 4 (Karte)             | 1866 lt. Auskunft (Mühle) | Bockwindmühle; gut erhaltenes technisches Denkmal von landschaftsprägender Wirkung | 08958998 |
| Direkt Bild zu diesem Denkmal hochladen | Wegestein                                                                     | Ermendorf (Karte)                                | 19. Jahrhundert (Wegestein) | verkehrsgeschichtliche Bedeutung | 08958996 |
| Direkt Bild zu diesem Denkmal hochladen | Wegestein                                                                     | Göhra (Karte)                                    | 19. Jahrhundert (Wegestein) | verkehrshistorische Bedeutung | 08959041 |
| Direkt Bild zu diesem Denkmal hochladen | Wegestein                                                                     | Göhra (Karte)                                    | bezeichnet 1855 (Wegestein) | verkehrshistorische Bedeutung | 08959040 |
| Weitere Bilder                          | Paulsmühle                                                                    | Kalkreuth (Karte)                                | um 1800 (Mühle) | Mühlenwohnhaus; zweigeschossiger Putzbau mit steilem Satteldach, ortshistorische Bedeutung | 08959083 |
| Direkt Bild zu diesem Denkmal hochladen | Trinkwasserversorgungsanlage                                                  | Lauterbach (Karte)                               | um 1925 (Wasserwerk) | ortshistorisch und wasserversorgungstechnikgeschichtlich von Bedeutung | 08956613 |
| Weitere Bilder                          | Wegestein                                                                     | Lauterbach Am Lindenberg 4 (neben) (Karte)       | 2. Hälfte 19. Jahrhundert (Wegestein) | verkehrshistorische Bedeutung | 08956614 |
| Weitere Bilder                          | Wegestein                                                                     | Lauterbach Schloßallee (Karte)                   | 2. Hälfte 19. Jahrhundert (Wegestein) | verkehrshistorische Bedeutung | 08956610 |
| Weitere Bilder                          | Wegestein                                                                     | Marschau (Karte)                                 | 19. Jahrhundert (Wegestein) | verkehrsgeschichtliche Bedeutung | 08958995 |
| Direkt Bild zu diesem Denkmal hochladen | Wegestein                                                                     | Naunhof (Karte)                                  | 19. Jahrhundert (Wegestein) | verkehrshistorische Bedeutung | 08959026 |
| Weitere Bilder                          | Wegestein                                                                     | Naunhof Alte Dorfstraße (Karte)                  | 19. Jahrhundert (Wegestein) | verkehrsgeschichtliche Bedeutung | 08958990 |
| Weitere Bilder                          | Windmühle Naunhof                                                             | Naunhof Schulstraße 1a (Karte)                   | 2. Hälfte 19. Jahrhundert (Mühle) | Turmholländer; technik- und ortsgeschichtliche Bedeutung | 08958991 |
|                                         | Transformatorenhäuschen                                                       | Naunhof Schulstraße 18a (Karte)                  | 1. Hälfte 20. Jahrhundert (Transformatorenstation)                                                                                                  | Zeugnis für Elektrifizierung des Ortes, technikgeschichtlich von Bedeutung | 08959020 |
| Weitere Bilder                          | Wegestein                                                                     | Reinersdorf (Karte)                              | 19. Jahrhundert (Wegestein) | verkehrsgeschichtlich von Bedeutung | 08959043 |
| Weitere Bilder                          | Wegestein                                                                     | Reinersdorf Am Anger (Karte)                     | bezeichnet 1866 (Wegestein) | verkehrshistorische Bedeutung | 08959076 |
|                                         | Transformatorenhäuschen                                                       | Reinersdorf Kleine Seite (Karte)                 | 1. Hälfte 20. Jahrhundert (Transformatorenstation)                                                                                                  | Zeugnis für Elektrifizierung des Ortes, technikgeschichtlich von Bedeutung | 08959069 |
| Direkt Bild zu diesem Denkmal hochladen | Wegestein                                                                     | Rödern (Karte)                                   | 19. Jahrhundert (Wegestein) | verkehrsgeschichtliche Bedeutung | 08958988 |
| Weitere Bilder                          | Niedermühle                                                                   | Rödern (Karte)                                   | bezeichnet 1852 (Mühle); bezeichnet 1934 (Wasserturbine)                                                                                            | Wohnmühlengebäude (mit zwei Hausnummern) und Stallscheune eines Mühlenanwesens (einstige Wassermühle), dazu Mühlgraben und Wehr, Mühlentechnik teilweise erhalten (darunter Wasserturbine); Fachwerkgebäude, bau-, orts- und technikgeschichtliche Bedeutung, mit interessanter Mühlentechnik                             | 08959065 |
| Direkt Bild zu diesem Denkmal hochladen | Transformatorenhäuschen                                                       | Rödern (Karte)                                   | 1. Hälfte 20. Jahrhundert (Transformatorenstation)                                                                                                  | Zeugnis für Elektrifizierung des Ortes, technikgeschichtlich von Bedeutung | 08959057 |

## Glaubitz
| Bild                                    | Bezeichnung | Lage                                  | Datierung                                                     | Beschreibung | ID       |
| --------------------------------------- | --- | ------------------------------------- | ------------------------------------------------------------- | --- | -------- |
| Direkt Bild zu diesem Denkmal hochladen | Grödel-Elsterwerdaer Floßkanal (Sachgesamtheit)                                                                           | Glaubitz (Karte)                      | 1742–1748 (Kanal)                                             | Sachgesamtheitsbestandteil Grödel-Elsterwerdaer Floßkanal: Verlauf innerhalb der Gemeinde Glaubitz, OT Glaubitz, Floßkanal (siehe Sachgesamtheitsliste – Obj. 08957205, Nünchritz, Elbstraße) und Eisenbahnbrücke über den Kanal als Einzeldenkmal (siehe Einzeldenkmalliste – Obj. 09303992, Bahnhofstraße, neben 74); technik- und ortsgeschichtliche Bedeutung als Transportweg von Bau- und Brennholz nach Dresden | 08959120 |
| Weitere Bilder                          | Sachgesamtheit Königlich-Sächsische Triangulierung („Europäische Gradmessung im Königreich Sachsen“); Station 71 Glaubitz | Glaubitz (Karte)                      | bezeichnet 1866 (Triangulationssäule)                         | Triangulationssäule; Station 2. Ordnung, bedeutendes Zeugnis der Geodäsie des 19. Jahrhunderts, vermessungsgeschichtlich von Bedeutung | 08959119 |
| Weitere Bilder                          | Transformatorenstation und kleiner Wasserturm                                                                             | Glaubitz (Karte)                      | 1920er Jahre (Wasserturm); 1956–1957 (Transformatorenstation) | Zeugnis für die Elektrifizierung des Ortes und Zeugnis der Wasserwirtschaft, wohl im Zusammenhang mit dem nahen Rittergut entstanden, landschaftsbildprägend und technikgeschichtlich von Bedeutung | 08959101 |
| Weitere Bilder                          | Windmühle Glaubitz | Glaubitz An der Mühle 1 (Karte)       | bezeichnet 1880 (Wetterfahne)                                 | Turmholländer; technikhistorisch und ortsgeschichtlich von Bedeutung | 08959113 |
| Direkt Bild zu diesem Denkmal hochladen | Grödel-Elsterwerdaer Floßkanal (Sachgesamtheit)                                                                           | Glaubitz (Karte)                      | 19. Jahrhundert (Eisenbahnbrücke)                             | Einzeldenkmal der Sachgesamtheit Grödel-Elsterwerdaer Floßkanal: Eisenbahnbrücke über den Floßkanal (siehe Sachgesamtheitsliste – Obj. 08959120); Steinbogenbrücke, technikgeschichtlich und ortsgeschichtlich von Bedeutung | 09303992 |
| Direkt Bild zu diesem Denkmal hochladen | Wegestein | Glaubitz (Karte)                      | 19. Jahrhundert (Wegestein)                                   | verkehrshistorische Bedeutung | 08959100 |
| Direkt Bild zu diesem Denkmal hochladen | Graupenmühle | Glaubitz (Karte)                      | um 1800 (Mühle)                                               | Mühle; Putzbau mit Segmentbogenportal, weitestgehend original erhaltenes Mühlengebäude, von ortshistorischer Bedeutung | 08959122 |
| Direkt Bild zu diesem Denkmal hochladen | Grödel-Elsterwerdaer Floßkanal (Sachgesamtheit)                                                                           | Marksiedlitz (Karte)                  | 1742–1748 (Kanal)                                             | Sachgesamtheitsbestandteil Grödel-Elsterwerdaer Floßkanal, Verlauf innerhalb der Gemeinde Glaubitz, OT Marksiedlitz, Floßkanal (siehe Sachgesamtheitsliste – Obj. 08957205, Nünchritz, Elbstraße); technik- und ortsgeschichtliche Bedeutung als Transportweg von Bau- und Brennholz nach Dresden | 09304007 |
|                                         | Transformatorenhäuschen                                                                                                   | Radewitz Marksiedlitzer Weg - (Karte) | 1. Hälfte 20. Jahrhundert (Transformatorenstation)            | Zeugnis für Elektrifizierung des Ortes, technikgeschichtlich von Bedeutung | 08959114 |

## Gröditz, Stadt
| Bild                                    | Bezeichnung | Lage                                        | Datierung                                       | Beschreibung | ID       |
| --------------------------------------- | --- | ------------------------------------------- | ----------------------------------------------- | --- | -------- |
| Direkt Bild zu diesem Denkmal hochladen | Grödel-Elsterwerdaer Floßkanal (Sachgesamtheit)                                                                               | Gröditz (Karte)                             | 1742–1748 (Kanal)                               | Sachgesamtheitsbestandteil Grödel-Elsterwerdaer Floßkanal: Verlauf innerhalb der Stadt Gröditz, zwei Abschnitte des Floßkanals (siehe Sachgesamtheitsliste – Obj. 08957205, Nünchritz, Elbstraße); technik- und ortsgeschichtliche Bedeutung als Transportweg von Bau- und Brennholz nach Dresden | 08959266 |
| Weitere Bilder                          | Wasserturm | Gröditz (Karte)                             | 1930er Jahre (Wasserturm)                       | Wasserturm; mächtiger, die flache Landschaft prägender Wasserbehälter von technikgeschichtlicher Bedeutung | 08959258 |
|                                         | Spiritusfabrik Gröditz (ehem.)                                                                                                | Gröditz Albert-Niethammer-Straße 11 (Karte) | bezeichnet 1938 (Fabrik)                        | Raffinerie-Turm; gelber Klinkerbau, Teil der ehemaligen Spiritusfabrik Gröditz, zeittypisches Bauwerk von technikgeschichtlicher und landschaftsprägender Bedeutung | 08959267 |
| Direkt Bild zu diesem Denkmal hochladen | Tempergießerei der Aktiengesellschaft Lauchhammer (ehem.); Gröditzer Fittings GmbH (heute)                                    | Gröditz (Karte)                             | 1909 (Fabrikhalle)                              | Fabrikhalle; Fittingsfabrik, zeittypischer Industriebau in ortsbildprägender und städtebaulich wichtiger Lage im Kreuzungsbereich, ortshistorische und baugeschichtliche Bedeutung | 08959269 |
| Direkt Bild zu diesem Denkmal hochladen | VEB Stahlund Walzwerk Gröditz (ehem.)                                                                                         | Gröditz (Karte)                             | 1947–1955 (Fabrikgebäude)                       | Vergüterei (mit Sozialanbau), Großschmiede und Verwaltungsgebäude des Stahlwerkes; am Industriebau der Moderne orientierter Industriekomplex von regionaler wirtschaftlicher Bedeutung, zudem von industriehistorischem, ortsgeschichtlichem und bauhistorischem sowie ortsbildprägendem Wert     | 08959253 |
|                                         | Wegestein | Nauwalde (Karte)                            | 19. Jahrhundert (Wegestein)                     | verkehrshistorische Bedeutung | 08958947 |
| Direkt Bild zu diesem Denkmal hochladen | Wegestein | Nauwalde Hoischeweg (Karte)                 | bezeichnet 1864 (Wegestein)                     | verkehrshistorische Bedeutung Bem.: 20180428 nach Baumaßnahmen nicht mehr vorhanden | 08958924 |
|                                         | Wegestein | Nauwalde Schweinfurther Straße - (Karte)    | 2. Hälfte 19. Jahrhundert (Wegestein)           | Zeugnis mit verkehrshistorischer Bedeutung | 08958919 |
|                                         | Wegestein | Nieska (Karte)                              | 2. Hälfte 19. Jahrhundert (Wegestein)           | einfaches Zeugnis mit verkehrshistorischer Relevanz | 08958946 |
|                                         | Sachgesamtheit Königlich-Sächsische Triangulierung („Europäische Gradmessung im Königreich Sachsen“); Station 69 Schweinfurth | Schweinfurth (Karte)                        | bezeichnet 1866 (Triangulationssäule)           | Triangulationssäule; Station 2. Ordnung, bedeutendes Zeugnis der Geodäsie des 19. Jahrhunderts, vermessungsgeschichtlich von Bedeutung | 08958937 |
| Weitere Bilder                          | Mühle Spansberg | Spansberg (Karte)                           | 1963 (Mühle)                                    | Mühlgebäude mit Wasserrad, Mühlgraben und einem Mahlgang (Walzmahlwerk); Zeugnisse des dörflichen Handwerks in gutem Originalzustand, technikgeschichtlich von Bedeutung | 08958933 |
|                                         | Transformatorenhäuschen | Spansberg (Karte)                           | Anfang 20. Jahrhundert (Transformatorenstation) | Zeugnis der ländlichen Elektrifizierung mit technikgeschichtlicher Bedeutung | 08958929 |

## Großenhain, Stadt
| Bild                                    | Bezeichnung | Lage                                      | Datierung | Beschreibung | ID       |
| --------------------------------------- | --- | ----------------------------------------- | --- | --- | -------- |
| Direkt Bild zu diesem Denkmal hochladen | Baudaer Mühle; Mühle Otto Thüringen                                                                                      | Bauda (Karte)                             | bezeichnet 1859 (Mühle); 1925 (größte Teil der restliche Mühlentechnik); 1916 (Wasserturbine)                                          | Mühlengebäude (mit weitestgehend vollständig erhaltener Technik); Antrieb zum überwiegenden Teil durch Wasserkraft, technik- und ortsgeschichtliche Bedeutung, zudem wegen authentischer, nur geringfügig ergänzter Ausstattung mit Seltenheitswert | 08958866 |
| Direkt Bild zu diesem Denkmal hochladen | Wegestein | Bauda (Karte)                             | bezeichnet 1836 (Wegestein) | verkehrshistorische Bedeutung | 08958856 |
| Weitere Bilder                          | Windmühle Colmnitz | Colmnitz Windmühlenweg 5 (hinter) (Karte) | 18. Jahrhundert (Mühle) | Turmholländer; Zeugnis für Mühlentechnik mit ortshistorischer Bedeutung | 08958855 |
| Direkt Bild zu diesem Denkmal hochladen | Transformatorenhäuschen                                                                                                  | Folbern (Karte)                           | 1. Hälfte 20. Jahrhundert (Transformatorenstation)                                                                                     | Zeugnis für Elektrifizierung des Ortes, technikgeschichtlich von Bedeutung | 08958185 |
| Direkt Bild zu diesem Denkmal hochladen | Wilhelminenbrücke; Stadtpark (Sachgesamtheit)                                                                            | Großenhain (Karte)                        | um 1891 (Fußgängerbrücke) | Einzeldenkmal der Sachgesamtheit Stadtpark: Brücke über Röderflutgraben im Stadtpark (siehe auch Sachgesamtheitsdokument Obj. 09301068); im Zusammenhang mit Stadtparkanlage landschaftsgestaltendes Element | 08959274 |
| Direkt Bild zu diesem Denkmal hochladen | Brücke der Eisenbahnlinie Dresden–Berlin (parallel zur Pollmerallee)                                                     | Großenhain (Karte)                        | 19. Jahrhundert (Fußgängerbrücke) | Steinbogenbrücke, verkehrshistorisch von Bedeutung | 08958195 |
| Direkt Bild zu diesem Denkmal hochladen | Steinbogenbrücke; Stadtpark (Sachgesamtheit)                                                                             | Großenhain (Karte)                        | um 1891 (Fußgängerbrücke) | Einzeldenkmal der Sachgesamtheit Stadtpark: Brücke über den Röderflutgraben im Stadtpark (siehe auch Sachgesamtheitsdokument Obj. 09301068); landschaftsgestaltendes Element im Stadtpark | 08958193 |
| Direkt Bild zu diesem Denkmal hochladen | Eckhardtbrücke; Stadtpark (Sachgesamtheit)                                                                               | Großenhain (Karte)                        | um 1891 (Fußgängerbrücke) | Einzeldenkmal der Sachgesamtheit Stadtpark: Brücke über Röderflutgraben im Stadtpark (siehe auch Sachgesamtheitsdokument Obj. 09301068); im Zusammenhang mit Stadtparkanlage landschaftsgestaltendes Element | 08958192 |
| Direkt Bild zu diesem Denkmal hochladen | Eisenbahnbrücke (über die Röder) der Strecke Dresden–Berlin                                                              | Großenhain (Karte)                        | 19. Jahrhundert (Eisenbahnbrücke) | technik- und verkehrsgeschichtliche Bedeutung | 08958191 |
| Direkt Bild zu diesem Denkmal hochladen | Eisenbahnbrücke der Strecke Dresden–Berlin                                                                               | Großenhain (Karte)                        | 19. Jahrhundert (Eisenbahnbrücke) | technik- und verkehrsgeschichtliche Bedeutung | 08958190 |
| Direkt Bild zu diesem Denkmal hochladen | Kompensierscheibe | Großenhain (Karte)                        | wohl nach 1930 (Luftfahrt) | Bestandteil des ehemaligen Militärflughafens, außerordentliches Zeugnis der Geschichte der Luftfahrttechnik, letztes Beispiel dieser Art in Deutschland | 08958245 |
| Direkt Bild zu diesem Denkmal hochladen | Ehemalige Werfthalle oder Hangar (heute Kartbahn)                                                                        | Großenhain (Karte)                        | um 1937 (Hangar) | Bestandteil des ehemaligen Militärflughafens, eine der wenigen vollständig erhaltenen Flugzeughallen Deutschlands, militärhistorisch von besonderer Relevanz für Großenhain | 08958237 |
| Direkt Bild zu diesem Denkmal hochladen | König-Albert-Mühle | Großenhain (Karte)                        | bezeichnet 1922, im Kern älter (Mühle)                                                                                                 | Mühle und Mühlenturm (Nr. 25a/b) sowie historische Sonnenuhr am Nebengebäude (Nr. 27); ortsgeschichtlich von Bedeutung | 08958415 |
| Weitere Bilder                          | Wasserturm | Großenhain Am Wasserturm 3 (Karte)        | um 1920 (Wasserturm) | Wasserturm; Zeugnis für Wasserversorgung des Stadtgebietes, technikgeschichtlich von Bedeutung | 08958165 |
| Weitere Bilder                          | Mietshaus (mit zwei Hausnummern), mit ehemaliger Wasserkunst                                                             | Großenhain (Karte)                        | 2. Hälfte 19. Jahrhundert (Mietshaus); bezeichnet 1773 (Wasserkunst)                                                                   | technisches Zeugnis für die städtische Wasserversorgung aus dem Röder-Mühlgraben, Wohnhaus in markanter Lage mit baugeschichtlicher und städtebaulicher Bedeutung | 08958319 |
| Direkt Bild zu diesem Denkmal hochladen | Cottbusser Bahnhof; Leipziger Bahnhof (ehem.)                                                                            | Großenhain (Karte)                        | 1862 (Empfangsgebäude) | Empfangsgebäude des Bahnhofs; in Kubatur und Wand-Öffnungs-Verhältnis weitgehend ursprünglich erhaltener Putzbau der Gründerzeit, baugeschichtlich, ortshistorisch und verkehrsgeschichtlich von Bedeutung | 08955618 |
| Direkt Bild zu diesem Denkmal hochladen | Ehemalige Kelterei | Großenhain (Karte)                        | 19. Jahrhundert (Kelterei) | zum Gut Stroga zugehörig, ortsgeschichtlich und wirtschaftsgeschichtlich von Bedeutung | 08959271 |
| Weitere Bilder                          | Tuchfabrik Johann Friedrich Caspari (ehem.)                                                                              | Großenhain (Karte)                        | bezeichnet 1903 (Fabrikgebäude) | Fabrikgebäude der ehemaligen Tuchfabrik (am Walkdamm gelegen); Putzbau mit Klinkergliederung, weitgehend original erhalten, baugeschichtlich und ortsgeschichtlich von Bedeutung, heute gewerbliche Nutzung | 08958323 |
| Weitere Bilder                          | Kursächsische Postmeilensäulen (Sachgesamtheit)                                                                          | Großenhain Dresdener Straße - (Karte)     | bezeichnet 1723 (Postdistanzsäule); 2007 (Kopie)                                                                                       | Postmeilensäule; Kopie einer Distanzsäule, verkehrsgeschichtlich von Bedeutung | 09304916 |
| Direkt Bild zu diesem Denkmal hochladen | Großenhainer Webstuhlund Maschinenfabrik (ehem.); VEB Textima Webstuhlbau Großenhain (ehem.)                             | Großenhain (Karte)                        | Ende 19. Jahrhundert (Fabrikgebäude)                                                                                                   | Drei Fabrikhallen; Beispiel für gründerzeitliche Industriearchitektur in Großenhain, ortsgeschichtlich und ortsbildprägend von Bedeutung | 08958312 |
| Direkt Bild zu diesem Denkmal hochladen | Steinbogenbrücke der Eisenbahnstrecke Berlin–Dresden                                                                     | Großenhain (Karte)                        | 19. Jahrhundert (Eisenbahnbrücke) | von technikgeschichtlicher Relevanz | 08958231 |
| Direkt Bild zu diesem Denkmal hochladen | Feilenhauerei Karpinski (ehem.)                                                                                          | Großenhain (Karte)                        | um 1890 (Fabrikgebäude) | Fabrikgebäude; Zeugnis für Industrialisierung im Bereich der Stadterweiterung um 1900, ortsgeschichtlich von Bedeutung | 08958306 |
|                                         | Kupferberg (Sachgesamtheit)                                                                                              | Großenhain Kupferbergstraße 6 (Karte)     | um 1900 (Aussichtsturm); um 1900 (Schacht); ab 1922 (Friedhofsportal)                                                                  | Einzeldenkmale der Sachgesamtheit Kupferberg: Aussichtsturmruine auf dem Kupferberg, drei Kupferbergbauschächte und Friedhofsportal des ehemals auf dem Kupferberg befindlichen Urnenfriedhofs (siehe auch Sachgesamtheitsdokument Obj. 08958363); ortshistorische Bedeutung durch ehemaligen Kupferbergbau | 08958364 |
| Direkt Bild zu diesem Denkmal hochladen | Ehemalige Flugzeughalle                                                                                                  | Großenhain (Karte)                        | nach 1913 (Hangar) | Bestandteil des ehemaligen Militärflughafens, eine der ältesten original erhaltenen Flugzeughallen Deutschlands, militärhistorisch von besonderer Relevanz | 08958236 |
| Direkt Bild zu diesem Denkmal hochladen | Eisenbahnbrücke der Strecke Berlin–Dresden                                                                               | Großenhain (Karte)                        | 19. Jahrhundert (Eisenbahnbrücke) | Steinbogenbrücke, eisenbahngeschichtlich und technikgeschichtlich von Bedeutung | 08958232 |
| Weitere Bilder                          | Blaudruckfabrik Gebr. Jentsch (ehem.); Textilveredlung Großenhain (später)                                               | Großenhain (Karte)                        | bezeichnet 1910 (Fabrikgebäude) | Fabrikgebäude mit zwei Turmanbauten (an der Rückseite einst als Wasserturm) und Verwaltungsgebäude; baugeschichtlich, ortsgeschichtlich und technikgeschichtlich von Bedeutung | 08958186 |
| Direkt Bild zu diesem Denkmal hochladen | Berliner Bahnhof | Großenhain (Karte)                        | 1875 (Personenbahnhof) | Empfangsgebäude des Bahnhofs; repräsentatives Gründerzeitgebäude, technik- und verkehrsgeschichtlich von Bedeutung | 08958302 |
| Direkt Bild zu diesem Denkmal hochladen | Maschinenfabrik Herrmann Haussmann                                                                                       | Großenhain (Karte)                        | um 1900 (Villa) | Fabrikantenvilla und Fabrikgebäude mit Esse sowie Einfriedung; Gründerzeitgebäude, ortsgeschichtliche und baukünstlerische Bedeutung | 08958414 |
| Direkt Bild zu diesem Denkmal hochladen | Flugzeughalle (Hangar) einer Kaserne                                                                                     | Großenhain (Karte)                        | um 1937 (Hangar) | Bestandteil des ehemaligen Militärflughafens, militärgeschichtlich von Bedeutung | 08958243 |
| Direkt Bild zu diesem Denkmal hochladen | Flugzeughalle (Hangar) einer Kaserne                                                                                     | Großenhain (Karte)                        | 1939 (Hangar) | Bestandteil des ehemaligen Militärflughafens, militärgeschichtlich von Bedeutung | 08958242 |
| Direkt Bild zu diesem Denkmal hochladen | Shelter bzw. geschlossene Deckung für Flugzeuge (als Gesamtanlage)                                                       | Großenhain (Karte)                        | 1960er Jahre (Shelter) | Bestandteil des ehemaligen sowjetischen Militärflughafens nördlich von Großenhain, militärgeschichtlich von Bedeutung | 08958244 |
| Direkt Bild zu diesem Denkmal hochladen | Transformatorenhäuschen                                                                                                  | Nasseböhla (Karte)                        | 1. Hälfte 20. Jahrhundert (Transformatorenstation)                                                                                     | Zeugnis für die Elektrifizierung des Ortes, technikgeschichtlich von Bedeutung | 08958699 |
| Direkt Bild zu diesem Denkmal hochladen | Wegestein | Rostig (Karte)                            | bezeichnet 1836 (Wegestein) | verkehrshistorische Bedeutung | 08958158 |
|                                         | Kursächsische Postmeilensäulen (Sachgesamtheit)                                                                          | Skassa Friedrich-Zürner-Straße - (Karte)  | 1722, Kopie (Viertelmeilenstein) | Postmeilensäule; Kopie eines Viertelmeilensteins, verkehrsgeschichtlich von Bedeutung | 09304918 |
| Direkt Bild zu diesem Denkmal hochladen | Brunnen | Skassa (Karte)                            | seit 1190 (Brunnen) | Zeugnis für die Existenz einer Trinkwasserquelle in Skassa, ortsgeschichtlich von Bedeutung | 08958153 |
| Direkt Bild zu diesem Denkmal hochladen | Neumühle | Skassa (Karte)                            | bezeichnet 1847 (Mühlenwohnhaus); um 1940 (MIAG-Walzenstühle und Siemens-Schuckert-M); 1937 (Getriebeturbine); 1930er Jahre (Wohnhaus) | Mühlenanwesen mit Mühlengebäude, Wohnmühlenhaus (Nr. 2), Wohnstallhaus, Scheune, jüngerem Wohnhaus (Nr. 1, früherem Auszugshaus), Wehr und Teilen der Technischen Ausstattung (darunter Siemens-Schuckert-Motor); komplett erhaltenes Mühlenensemble von ortsgeschichtlicher und technikgeschichtlicher Relevanz | 08958152 |
| Direkt Bild zu diesem Denkmal hochladen | Transformatorenhäuschen                                                                                                  | Skaup (Karte)                             | 1. Hälfte 20. Jahrhundert (Transformatorenstation)                                                                                     | Zeugnis für die Elektrifizierung des Ortes, technikgeschichtlich von Bedeutung | 08958669 |
|                                         | Sachgesamtheit Königlich-Sächsische Triangulierung („Europäische Gradmessung im Königreich Sachsen“); Station 11 Strauch | Strauch (Karte)                           | bezeichnet 1866 (Triangulationssäule)                                                                                                  | Triangulationssäule; Station 1. Ordnung, bedeutendes Zeugnis der Geodäsie des 19. Jahrhunderts, vermessungsgeschichtlich von Bedeutung | 08958709 |
| Weitere Bilder                          | Wegestein | Strauch (Karte)                           | bezeichnet 1838 (Wegestein) | verkehrshistorische Bedeutung | 08958681 |
| Weitere Bilder                          | Wegestein | Strauch (Karte)                           | bezeichnet 1838 (Wegestein) | verkehrshistorische Bedeutung | 08958680 |
| Direkt Bild zu diesem Denkmal hochladen | Wegestein | Stroga (Karte)                            | 19. Jahrhundert (Wegestein) | verkehrshistorische Bedeutung | 08958682 |
| Direkt Bild zu diesem Denkmal hochladen | Transformatorenhäuschen                                                                                                  | Uebigau (Karte)                           | 1. Hälfte 20. Jahrhundert (Transformatorenstation)                                                                                     | Zeugnis für die Elektrifizierung des Ortes, technikgeschichtlich von Bedeutung | 08958661 |
| Direkt Bild zu diesem Denkmal hochladen | Transformatorenhäuschen                                                                                                  | Walda-Kleinthiemig (Karte)                | 1. Hälfte 20. Jahrhundert (Transformatorenstation)                                                                                     | Zeugnis für die Elektrifizierung des Ortes, technikgeschichtlich von Bedeutung | 08958864 |
| Direkt Bild zu diesem Denkmal hochladen | Schlossmühle Walda | Walda-Kleinthiemig (Karte)                | 19. Jahrhundert (Mühle) | Ehemalige Wassermühle (mit Turbine), mit Seitengebäude und zwei Torpfeilern; weitgehend original erhaltenes Mühlenensemble mit ortshistorischer Bedeutung | 08958858 |
| Direkt Bild zu diesem Denkmal hochladen | Transformatorenhäuschen                                                                                                  | Walda-Kleinthiemig (Karte)                | 1. Hälfte 20. Jahrhundert (Transformatorenstation)                                                                                     | Zeugnis für die Elektrifizierung des Ortes, technikgeschichtlich von Bedeutung | 08958863 |
| Weitere Bilder                          | Windmühle Weßnitz | Weßnitz An der Mühle 1 (Karte)            | 1853 (Mühle) | Turmholländer; ortshistorische Bedeutung und in landschaftsprägender Lage | 08958159 |
| Direkt Bild zu diesem Denkmal hochladen | Transformatorenhäuschen                                                                                                  | Wildenhain (Karte)                        | 1. Hälfte 20. Jahrhundert (Transformatorenstation)                                                                                     | Zeugnis für die Elektrifizierung des Ortes, technikgeschichtlich von Bedeutung | 08958839 |
| Direkt Bild zu diesem Denkmal hochladen | Mühlgraben mit Wehr und Turbinenhaus                                                                                     | Wildenhain (Karte)                        | 1925/1930 (Mühlgraben) | technikgeschichtliche Zeugnisse des dörflichen Lebens von lokalhistorischer Bedeutung | 08959142 |
|                                         | Mühle Zabeltitz; Schloss, Rittergut und Park Zabeltitz (Sachgesamtheit)                                                  | Zabeltitz Hauptstraße 11; 11a (Karte)     | bezeichnet 1742 (Getreidemühle); 1. Hälfte 19. Jahrhundert (Müllerwohnhaus)                                                            | Einzeldenkmale der Sachgesamtheit Schloss, Rittergut und Park Zabeltitz: Mühle (Nr. 11) mit Resten von Mühlentechnik, Seitengebäude (Nr. 11a), verbindendes Turbinenhaus mit 2 Turbinen, gefassten Einläufen und mittlerem Freilaufschütz, steinerne Fassung der Großen Röder mit alten Wehrpfeilern sowie Teile verschiedener Parkmauern (siehe auch Sachgesamtheitsliste – Obj. 08958716, Am Park 1–11); in markanter Straßenlage, ortsbildprägend sowie orts- und technikgeschichtlich von Relevanz | 08958700 |
| Direkt Bild zu diesem Denkmal hochladen | Wegestein | Zabeltitz (Karte)                         | 19. Jahrhundert (Wegestein) | verkehrsgeschichtlich von Bedeutung | 08958706 |
| Direkt Bild zu diesem Denkmal hochladen | Wegestein | Zschauitz                                 | 19. Jahrhundert (Wegestein) | verkehrshistorische Bedeutung | 08958486 |

## Hirschstein
| Bild                                    | Bezeichnung                       | Lage                   | Datierung | Beschreibung | ID       |
| --------------------------------------- | --------------------------------- | ---------------------- | --- | --- | -------- |
| Direkt Bild zu diesem Denkmal hochladen | Transformatorenhäuschen           | Bahra (Karte)          | 1. Hälfte 20. Jahrhundert (Transformatorenstation)                                                                            | Zeugnis für die Elektrifizierung des Ortes, technikgeschichtlich von Bedeutung | 08958784 |
| Direkt Bild zu diesem Denkmal hochladen | Transformatorenhäuschen           | Boritz (Karte)         | 1. Hälfte 20. Jahrhundert (Transformatorenstation)                                                                            | Zeugnis für die Elektrifizierung des Ortes, technikgeschichtlich von Bedeutung | 08958793 |
| Weitere Bilder                          | Wegestein                         | Boritz (Karte)         | 19. Jahrhundert (Wegestein)                                                                                                   | verkehrshistorische Bedeutung | 08958796 |
| Direkt Bild zu diesem Denkmal hochladen | Transformatorenhäuschen           | Heyda (Karte)          | 1. Hälfte 20. Jahrhundert (Transformatorenstation)                                                                            | Zeugnis für die Elektrifizierung des Ortes, technikgeschichtlich von Bedeutung | 08958724 |
| Weitere Bilder                          | Wegestein                         | Mehltheuer (Karte)     | 19. Jahrhundert, überarbeitet (Wegestein)                                                                                     | verkehrshistorische Bedeutung | 08958736 |
| Weitere Bilder                          | Wegestein                         | Mehltheuer (Karte)     | 19. Jahrhundert (Wegestein)                                                                                                   | verkehrshistorische Bedeutung | 08958737 |
| Direkt Bild zu diesem Denkmal hochladen | Transformatorenhäuschen           | Mehltheuer (Karte)     | 1. Hälfte 20. Jahrhundert (Transformatorenstation)                                                                            | Zeugnis für die Elektrifizierung des Ortes, technikgeschichtlich von Bedeutung | 08958743 |
|                                         | Wegestein                         | Mehltheuer (Karte)     | 19. Jahrhundert (Wegestein)                                                                                                   | verkehrshistorische Bedeutung | 08958797 |
| Direkt Bild zu diesem Denkmal hochladen | Transformatorenhäuschen           | Neuhirschstein (Karte) | 1. Hälfte 20. Jahrhundert (Transformatorenstation)                                                                            | Zeugnis für die Elektrifizierung des Ortes, technikgeschichtlich von Bedeutung | 08958735 |
| Weitere Bilder                          | Windmühle Pahrenz; Jenichen-Mühle | Pahrenz (Karte)        | bezeichnet 1889 (Getreidemühle); 1951 (Fanal); um 1955 (Dunst- und Grießputzmaschine); 1951 (Walzenstuhl); 1922 (Schrotmühle) | Turmholländer und Schroterei mit technischer Ausstattung; bemerkenswertes Zeugnis der Müllerei in Sachsen, Besonderheit eines auf Drehkranz mit Kugellager ruhenden Mühlenkopfes mit Flügelkreuz aus Bilauschen Ventikanten, Schroterei mit frei stehender Windmühle durch 23 m lange Transmissionswelle unter der Erde verbunden, technikgeschichtlich und ortsgeschichtlich von Bedeutung, Bilausche Ventikanten von großem Seltenheitswert | 08958771 |
| Weitere Bilder                          | Windmühle Prausitz                | Prausitz (Karte)       | bezeichnet 1804 (Mühle) | Rest eines Turmholländers; technikgeschichtliche und ortshistorische Bedeutung | 08958752 |
| Direkt Bild zu diesem Denkmal hochladen | Transformatorenhäuschen           | Schänitz (Karte)       | 1. Hälfte 20. Jahrhundert (Transformatorenstation)                                                                            | Zeugnis für die Elektrifizierung des Ortes, technikgeschichtlich von Bedeutung | 08958764 |
| Weitere Bilder                          | Großmannmühle                     | Schänitz (Karte)       | bezeichnet 1794 (Mühle) | Turmholländer; ortshistorische Bedeutung | 08958767 |

## Käbschütztal
| Bild                                    | Bezeichnung | Lage              | Datierung                             | Beschreibung | ID       |
| --------------------------------------- | --- | ----------------- | ------------------------------------- | --- | -------- |
|                                         | Bahnhof Görna-Krögis; Eisenbahnstrecke Wilsdruff–Döbeln-Gärtitz; Rübenbahn (sog.); Abschnitt Garsebach–Lommatzsch            | Görna (Karte)     | 1909 (Bahnhof)                        | Bahnhofsgebäude und Reste der Pflasterung; hölzerne Wartehalle einer Schmalspurbahn, Typenbau der Kgl. Sächs. Staatseisenbahnen, originaler Erhaltungszustand, als Dokument des ursprünglichen Streckenverlaufs der sog. Rübenbahn sowie als Typenbau dieser Schmalspurstrecke eisenbahngeschichtlich von Bedeutung | 09268312 |
|                                         | Haltepunkt Käbschütz; Eisenbahnstrecke Wilsdruff–Döbeln-Gärtitz; Rübenbahn (sog.); Abschnitt Garsebach–Lommatzsch            | Käbschütz (Karte) | 1909 (Bahnhof)                        | Bahnhofsgebäude mit Abortgebäude und Wagenkasten; hölzerne Wartehalle einer Schmalspurbahn, Typenbau der Kgl. Sächs. Staatseisenbahnen, originaler Erhaltungszustand, als Dokument des ursprünglichen Streckenverlaufs der sog. Rübenbahn sowie als Typenbau dieser Schmalspurstrecke eisenbahngeschichtlich von Bedeutung | 09268363 |
| Direkt Bild zu diesem Denkmal hochladen | Alte Schmiede | Krögis (Karte)    | bezeichnet 1834 (Wohnhaus)            | Wohnhaus, ehemals Schmiede; Obergeschoss Fachwerk, schönes Portal, baugeschichtlich und ortsgeschichtlich von Bedeutung | 09265017 |
| Direkt Bild zu diesem Denkmal hochladen | Wegweisertafel an einer Hausecke (in der Fassade eines Wohnhauses)                                                           | Krögis (Karte)    | bezeichnet 1833 (Wegweiser)           | verkehrsgeschichtlich von Bedeutung | 09229239 |
| Direkt Bild zu diesem Denkmal hochladen | Transformatorenstation | Krögis (Karte)    | 1920er Jahre (Transformatorenstation) | Zeugnis für die Elektrifizierung des Ortes, technikgeschichtlich von Bedeutung | 09265010 |
| Direkt Bild zu diesem Denkmal hochladen | Bahnhof Leutewitz; Eisenbahnstrecke Wilsdruff–Döbeln-Gärtitz; Rübenbahn (sog.); Abschnitt Garsebach–Lommatzsch               | Leutewitz (Karte) | 1909 (Bahnhof)                        | Bahnhofsgebäude und Wagenkasten; hölzerne Wartehalle einer Schmalspurbahn, Typenbau der Kgl. Sächs. Staatseisenbahnen, als Dokument des ursprünglichen Streckenverlaufs der sog. Rübenbahn sowie als Typenbau dieser Schmalspurstrecke eisenbahngeschichtlich von Bedeutung | 09268314 |
| Weitere Bilder                          | Sachgesamtheit Königlich-Sächsische Triangulierung („Europäische Gradmessung im Königreich Sachsen“); Station 73 Korbitzhöhe | Löthain (Karte)   | bezeichnet 1866 (Triangulationssäule) | Triangulationssäule; Station 2. Ordnung, bedeutendes Zeugnis der Geodäsie des 19. Jahrhunderts, vermessungsgeschichtlich von Bedeutung | 09266462 |
|                                         | Bahnhof Löthain; Eisenbahnstrecke Wilsdruff–Döbeln-Gärtitz; Rübenbahn (sog.); Abschnitt Garsebach–Lommatzsch                 | Löthain (Karte)   | 1909 (Bahnhof)                        | Bahnhofsgebäude mit Laderampe einschließlich Pflasterstraße; Wartehalle einer Schmalspurbahn, Typenbau der Kgl. Sächs. Staatseisenbahnen, heute als "Schmalspurbahnmuseum Löthain" genutzt, originaler Erhaltungszustand, eisenbahngeschichtlich von Bedeutung | 09268227 |
|                                         | Haltestelle Mauna; Eisenbahnstrecke Wilsdruff–Döbeln-Gärtitz; Rübenbahn (sog.); Abschnitt Garsebach–Lommatzsch               | Mauna (Karte)     | 1909 (Bahnhof)                        | Bahnhofsgebäude; hölzerne Wartehalle einer Schmalspurbahn, Typenbau der Kgl. Sächs. Staatseisenbahnen, als Dokument des ursprünglichen Streckenverlaufs der sog. Rübenbahn sowie als Typenbau dieser Schmalspurstrecke eisenbahngeschichtlich von Bedeutung | 09268313 |
| Direkt Bild zu diesem Denkmal hochladen | Maunaer Mühle | Mauna (Karte)     | bezeichnet 1808 (Mühle)               | Wohnmühlengebäude (mit Mühlentechnik); markantes Gebäude mit Fachwerkobergeschoss und Krüppelwalmdach, gehört zu den äußerlich markantesten und zudem mit vollständiger Ausstattung erhaltenen Getreidemühlen (Wassermühlen) im Landkreis Meißen und darüber hinaus, baugeschichtlich, ortshistorisch und technikgeschichtlich bedeutend | 09302468 |
| Direkt Bild zu diesem Denkmal hochladen | Kaolinbergwerk Mehren; Bergbaumuseum Mehren »Glückauf-Schacht«                                                               | Mehren (Karte)    | ab 1763 (Bergwerk)                    | Kaolinbergwerk, mit Holzbearbeitungsschuppen (1, 2), Gebäudekomplex für die Schachtanlage, die Kompressorenstation, das Vorratslager und zur Tontrocknung (3, 5, 6, 14, 15), die ehemalige Meisterstube (8), das Toilettenhäuschen (13), der Tontrockenschuppen (4), die Halde (12), und Ausrüstungsgegenstände: Grubenschienen, Kreuzplatten, Tonhunte, Kaolinhunte, Fahiten, Förderkübel, Handhaspel mit Seil und Kübelförderung, Kreiselpumpe mit Saugkorb, Saugrohr und Druckleitung, Presslufthammer mit Tonrandspaten, Hammerbeil und Zuleitung, wasserdichtes Dammtor mit Wetterdurchlass, Dammtor, Wettertür (Holz mit Wetterdossel), Wettertür (Gummi), Lüfter mit Haube für Stollenmundloch mit Blechlutte und Spirallutte, Streckenlüfter mit Blechlutte und Spirallutte, Motorstreckenhaspel, Grubenlampen, Streckenschilder, Toneisen und Schlegel, Seilbahnkopfstation zum Schacht (wurde 1996 von Seilitz hierher versetzt); historisches Bergwerk zum Abbau von Kaolin (Ausgangsstoff zur Herstellung des Meißner Porzellans), regionalgeschichtlich und technikgeschichtlich von Bedeutung | 09266464 |

## Klipphausen
| Bild                                    | Bezeichnung | Lage                   | Datierung | Beschreibung | ID       |
| --------------------------------------- | --- | ---------------------- | --- | --- | -------- |
| Direkt Bild zu diesem Denkmal hochladen | Kalkofen | Burkhardswalde (Karte) | 19. Jahrhundert (Kalkofen) | technikgeschichtlich von Bedeutung | 09268549 |
| Direkt Bild zu diesem Denkmal hochladen | Transformatorenhäuschen | Constappel (Karte)     | 1. Hälfte 20. Jahrhundert (Transformatorenstation)                                                                                   | Zeugnis für die Elektrifizierung des Ortes, technikgeschichtlich von Bedeutung | 09267692 |
| Direkt Bild zu diesem Denkmal hochladen | Wegestein | Constappel (Karte)     | 19. Jahrhundert (Wegestein) | verkehrsgeschichtlich von Bedeutung | 09304202 |
|                                         | Eisenbahnstrecke Borsdorf–Coswig | Garsebach (Karte)      | zwischen 1898/1909 (Eisenbahnbrücke)                                                                                                 | Eisenbahnbrücke über die Triebisch; Naturstein-Bogenbrücke, baugeschichtlich und eisenbahngeschichtlich von Bedeutung | 09304570 |
| Weitere Bilder                          | Mittelmühle Garsebach | Garsebach (Karte)      | bezeichnet 1863 (Getreidemühle); um 1900 (Aspirateur); Mitte 19. Jahrhundert (Mahlgang); 1959 (Plansichter); um 1900 (Schälmaschine) | Wohnmühlengebäude (mit Anbau, im Innern noch funktionstüchtige Mühlentechnik, Turbinenantrieb) und Seitengebäude (im Inneren Backofen) sowie Stützmauer zur Triebisch und Torpfeiler eines Mühlenanwesens; orts- und technikgeschichtlich bedeutend | 09268167 |
| Direkt Bild zu diesem Denkmal hochladen | Bahnhof Garsebach; Eisenbahnstrecke Wilsdruff–Döbeln-Gärtitz; Rübenbahn (sog.); Abschnitt Wilsdruff–Meißen Triebischtal; Abschnitt Garsebach–Lommatzsch; ehemaliges Bahnwärterhäuschen (Anschrift: Meißner Straße 8) | Garsebach (Karte)      | 1909 (Bahnhof); Ende 19. Jahrhundert (Bahnwärterhaus)                                                                                | als Trennungsbahnhof einer Schmalspurbahn zwischen zwei Streckenabschnitten mit größerem Empfangsgebäude versehen, Wartehalle Typenbau der Kgl. Sächs. Staatseisenbahnen, Bahnwärterhaus kleiner verputzter Massivbau, eisenbahngeschichtlich von Bedeutung | 09268168 |
|                                         | Bahnhof Garsebach; Eisenbahnstrecke Wilsdruff–Döbeln-Gärtitz; Rübenbahn (sog.); Abschnitt Wilsdruff–Meißen Triebischtal; Abschnitt Garsebach–Lommatzsch; Bahnhofsgebäude (Anschrift: Polenzer Straße 1)              | Garsebach (Karte)      | 1909 (Bahnhof); Ende 19. Jahrhundert (Bahnwärterhaus)                                                                                | als Trennungsbahnhof einer Schmalspurbahn zwischen zwei Streckenabschnitten mit größerem Empfangsgebäude versehen, Wartehalle Typenbau der Kgl. Sächs. Staatseisenbahnen, Bahnwärterhaus kleiner verputzter Massivbau, eisenbahngeschichtlich von Bedeutung | 09268168 |
| Direkt Bild zu diesem Denkmal hochladen | Straßenbrücke über den Gauernitzbach | Gauernitz (Karte)      | 19. Jahrhundert (Straßenbrücke) | Bruchsteinbogenbrücke, baugeschichtlich von Bedeutung | 09267672 |
| Weitere Bilder                          | Schulze-Mühle | Gauernitz (Karte)      | 20. Jahrhundert (Modell-Wassermühle)                                                                                                 | Modellsammlung mit einer Modell-Wassermühle und zwei weiteren Modell-Gebäuden; kulturgeschichtlich von Bedeutung | 09267673 |
| Direkt Bild zu diesem Denkmal hochladen | Brauerei Neu-Gauernitz | Gauernitz (Karte)      | Mitte 19. Jahrhundert (Brauerei); Ende 19. Jahrhundert (Gasthof)                                                                     | Ehemaliges Brauhaus (Nr. 3) und ehemaliges Gasthaus (Nr. 1) einer Brauerei, heute Wohnhäuser; Brauhaus eventuell hervorgegangen aus einer Mühle, Obergeschoss Fachwerk, Gasthaus Putzbau mit Backstein-Fenster und -Türgewände sowie Eckbossierung, baugeschichtlich und ortsgeschichtlich von Bedeutung | 09267682 |
| Direkt Bild zu diesem Denkmal hochladen | Kalköfen und Kalkbruch | Groitzsch (Karte)      | 19. Jahrhundert (Kalkofen) | ortsgeschichtlich und technikgeschichtlich von Bedeutung | 09268531 |
| Direkt Bild zu diesem Denkmal hochladen | Wegestein | Hühndorf (Karte)       | bezeichnet 1832 (Wegestein) | verkehrsgeschichtlich von Bedeutung | 09304203 |
| Direkt Bild zu diesem Denkmal hochladen | Straßenbrücke über den Prinzbach | Kleinschönberg (Karte) | 19. Jahrhundert (Straßenbrücke) | Bogenbrücke, baugeschichtlich und verkehrsgeschichtlich von Bedeutung | 09268635 |
| Direkt Bild zu diesem Denkmal hochladen | Redrich-Mühle | Kleinschönberg (Karte) | 1. Hälfte 19. Jahrhundert (Mühle) | Seitengebäude einer ehemaligen Mühle; Obergeschoss Fachwerk, Segmentbogenportal, baugeschichtlich von Bedeutung | 09268634 |
| Weitere Bilder                          | Lehmannmühle | Klipphausen (Karte)    | um 1700 (Mühle); 2. Hälfte 19. Jahrhundert (Mahlgang); um 1800 (Brücke)                                                              | Wohnmühlenhaus, Seitengebäude und Scheune eines Mühlenanwesens, dazu Zufahrtsbrücke über die Wilde Sau (Saubach) sowie Mühlgraben mit Wehranlage, Ober- und Unterlauf (mit Schützen und Fischanstieg), dazu Mühlentechnik, insbesondere Radgrube mit erneuertem Mühlrad; bemerkenswertes Mühlenanwesen insbesondere des frühen 18. Jahrhunderts, malerisches Fachwerkensemble, das Wohnmühlenhaus mit sehr alter Fachwerk-Konstruktion (Kopfstreben), baugeschichtlich, ortshistorisch und technikgeschichtlich bedeutend | 09268584 |
| Direkt Bild zu diesem Denkmal hochladen | Schlossmühle; Steyermühle | Klipphausen (Karte)    | 1. Hälfte 19. Jahrhundert, Kern älter (Mühle); um 1800 (Zufahrtsbrücke)                                                              | Wohnmühlenhaus, Seitengebäude und Scheune eines Mühlenanwesens, dazu Zufahrtsbrücke über die Wilde Sau (Saubach); Seitengebäude mit Fachwerk-Obergeschoss, Scheune und Wohnhaus Putzbauten, baugeschichtlich, ortshistorisch und technikgeschichtlich bedeutend | 09268888 |
| Direkt Bild zu diesem Denkmal hochladen | Wegesäule | Klipphausen (Karte)    | 19. Jahrhundert (Wegestein) | verkehrsgeschichtlich von Bedeutung | 09268599 |
|                                         | Zwei Brücken über die Kleine Triebisch | Kobitzsch (Karte)      | 19. Jahrhundert (Brücke) | Bogenbrücken, baugeschichtlich von Bedeutung | 09269979 |
| Weitere Bilder                          | Sachgesamtheit Königlich-Sächsische Triangulierung („Europäische Gradmessung im Königreich Sachsen“); Station 12 Baeyerhöhe                                                                                          | Lampersdorf (Karte)    | bezeichnet 1866 (Triangulationssäule)                                                                                                | Triangulationsstein; Station 1. Ordnung, vermessungsgeschichtlich und technikgeschichtlich von Bedeutung | 09304509 |
| Direkt Bild zu diesem Denkmal hochladen | Wegestein | Lampersdorf (Karte)    | 19. Jahrhundert (Wegestein) | verkehrsgeschichtlich von Bedeutung | 09268608 |
| Weitere Bilder                          | Naumannmühle; Obermühle | Lampersdorf (Karte)    | bezeichnet 1725 (Mühle); bezeichnet 1842 (Mühle); bezeichnet 1748 (Wappen)                                                           | Mühlenanwesen mit Wohnmühlenstallgebäude und zwei Seitengebäuden, dazu versetzter Wappenstein am Giebel des Haupthauses; alle Gebäude mit Fachwerk-Obergeschoss, Mühlengebäude mit K-Streben in der Fachwerkkonstruktion und Drillingsfenster (Palladio-Motiv) im Giebel, schönes Korbbogenportal, Seitengebäude früherer Pferdestall und früherer Schweinestall mit Gesindestube, barocker Wappenstein, baugeschichtlich, ortsgeschichtlich und wirtschaftsgeschichtlich von Bedeutung | 09268603 |
|                                         | Altes Kalkbergwerk Miltitz | Miltitz (Karte)        | um 1400 (Kalkbergwerk); bezeichnet 1884 (Stolln-Mundloch)                                                                            | Kalkbergwerk, mit Mundloch des Adolf-von-Heynitz-Stolln; Zeugnis der Geschichte der Kalkstein-Bergbaus und auch des traditionellen Erzbergbaus (Adolf-von-Heynitz-Stolln), ortsgeschichtlich und bergbaugeschichtlich von Bedeutung | 09267956 |
|                                         | Brücke über die Triebisch | Miltitz (Karte)        | 18. Jahrhundert (Straßenbrücke) | Bogenbrücke in Bruchsteinmauerwerk, baugeschichtlich von Bedeutung | 09267946 |
| Weitere Bilder                          | Mühle Miltitz; Furkert-Bartsch-Mühle | Miltitz (Karte)        | bezeichnet 1792 (Mühle); 1938 (Mühlenbremsfahrstuhl); 1925 (Walzenstühle); 1935 (Walzenstuhl); 1925 (Quetsche)                       | Haupthaus (Nr. 12) mit Anbau und Seitengebäude der alten Mühle sowie Technik im neuen Mühlengebäude (Nr. 14); markantes Ensemble, belebt durch Krüppelwalmdächer und Fachwerk, bemerkenswerter Maschinenbestand im Neubau des späten 19. Jahrhunderts, Mahl- und Getreidemühle mit langer Familientradition, baugeschichtlich, ortshistorisch und technikgeschichtlich von Belang | 09267945 |
| Direkt Bild zu diesem Denkmal hochladen | Brücke über die Triebisch | Munzig (Karte)         | 19. Jahrhundert (Brücke) | Bogenbrücke, baugeschichtlich von Bedeutung | 09268541 |
| Direkt Bild zu diesem Denkmal hochladen | Ehemaliger Kalkofen | Munzig (Karte)         | 19. Jahrhundert (Kalkofen) | technikgeschichtlich von Bedeutung | 09268545 |
|                                         | Wegestein | Naustadt (Karte)       | 19. Jahrhundert (Wegestein) | Sandsteinschaft mit pyramidenförmigem Dach, vertiefte Inschriftenfelder erneuert, verkehrsgeschichtlich bedeutend | 09302724 |
| Weitere Bilder                          | Windmühle Pegenau | Pegenau (Karte)        | 1876 (Mühle) | Turmholländer; technikgeschichtlich von Bedeutung | 09267620 |
|                                         | Pinkowitzmühle | Pinkowitz (Karte)      | um 1900 (Mühle) | Ehemalige Mühle und Scheune; Putzbau, Gründerzeitgebäude, ortsgeschichtlich von Bedeutung | 09267677 |
| Direkt Bild zu diesem Denkmal hochladen | Wäschemangel im Haus | Piskowitz (Karte)      | um 1900 (Wäschemangel) | technikgeschichtlich von Bedeutung | 09269978 |
| Weitere Bilder                          | Haltestelle Polenz; Eisenbahnstrecke Wilsdruff–Döbeln-Gärtitz; Rübenbahn (sog.); Abschnitt Wilsdruff–Meißen Triebischtal                                                                                             | Polenz (Karte)         | 1909 (Bahnhof) | Bahnhofsgebäude; Wartehalle einer Schmalspurbahn, Typenbau der Kgl. Sächs. Staatseisenbahnen, jetzt Konsultationspunkt für Jagd- und Naturschutz, eisenbahngeschichtlich von Bedeutung | 09267859 |
| Direkt Bild zu diesem Denkmal hochladen | Transformatorenhäuschen | Polenz (Karte)         | 1920er Jahre (Transformatorenstation)                                                                                                | Zeugnis für Elektrifizierung des Ortes, technikgeschichtlich von Bedeutung | 09267857 |
| Weitere Bilder                          | Helmmühle | Polenz (Karte)         | bezeichnet 1816 (Mühle); bezeichnet 1598 (Scheune)                                                                                   | Mühlenanwesen mit Wohnhaus, zwei Seitengebäuden und Scheune; Wohnhaus mit Segmentbogenportal und Fachwerk-Obergeschoss, Seitengebäude ein Putzbau, baugeschichtlich und ortsgeschichtlich von Bedeutung | 09267860 |
| Weitere Bilder                          | König-David-Erbstolln | Reppina (Karte)        | bezeichnet 1818 (Mundloch) | Mundloch eines Bergstollen; ortsgeschichtlich von Bedeutung | 09267596 |
| Weitere Bilder                          | Alte Mühle Reppina | Reppina (Karte)        | im Kern 16. Jahrhundert (Mühle) | Mühle und ehemalige Bäckerei; schlichter Putzbau mit Segmentbogenportal, baugeschichtlich und ortsgeschichtlich von Bedeutung, ortsbildprägende Lage nahe der Elbe | 09267597 |
| Weitere Bilder                          | Viadukt Garsebach; Robschützer Viadukt (sog.); Eisenbahnstrecke Wilsdruff–Döbeln-Gärtitz; Rübenbahn (sog.); Abschnitt Garsebach–Lommatzsch                                                                           | Robschütz (Karte)      | 1907–1908 (Eisenbahn-Viadukt) | Brückenpfeiler eines Eisenbahn-Viadukts; das Viadukt Garsebach, bekannt als Robschützer Viadukt, war mit einer Länge von über 208 Metern die längste Schmalspurbahn-Brücke Sachsens, die mehrfeldrige Vollwandträger-Balkenbrücke (mit elf stählernen Vollwandträgern, nicht erhalten) ruhte auf 10 Betonpfeilern, eisenbahngeschichtlich und baugeschichtlich von Bedeutung | 09268226 |
|                                         | Eisenbahnstrecke Borsdorf–Coswig | Robschütz (Karte)      | zwischen 1898/1909 (Eisenbahnbrücke)                                                                                                 | Eisenbahnbrücke über die Nossener Straße und Stützmauer an der Straße sowie weitere Eisenbahnbrücke über die Triebisch; Naturstein-Bogenbrücken, baugeschichtlich und eisenbahngeschichtlich von Bedeutung | 09304571 |
| Direkt Bild zu diesem Denkmal hochladen | Brücke über den Regenbach | Röhrsdorf (Karte)      | um 1800 (Zufahrtsbrücke) | Einbogen-Bruchsteinbrücke im Bachtal, baugeschichtlich von Bedeutung, baugeschichtlich von Bedeutung | 09268562 |
| Direkt Bild zu diesem Denkmal hochladen | Alte Schmiede | Röhrsdorf (Karte)      | bezeichnet 1900 (Schmiede) | Ehemalige Schmiede und Wäschemangel im Haus; Schmiede ein Putzbau mit Klinkergliederung, baugeschichtlich und ortsgeschichtlich von Bedeutung, baugeschichtlich von Bedeutung | 09268572 |
| Direkt Bild zu diesem Denkmal hochladen | Kutschemühle | Röhrsdorf (Karte)      | im Kern 17. Jahrhundert (Mühle); 1. Hälfte 19. Jahrhundert (Fußgängerbrücke)                                                         | Ehemaliges Wohnmühlengebäude (mit angebauter Radkammer) und Scheune eines Mühlenanwesens, dazu Brücke hinter der Scheune über den Regenbach; Wohnmühlengebäude (Erdgeschoss Bruchstein, Obergeschoss Fachwerk, Segmentbogenportal) mit charakteristischer Radkammer aus Bruchstein, Scheune ein Massivbau, Einbogen-Bruchsteinbrücke, baugeschichtlich und ortsgeschichtlich bedeutend, baugeschichtlich von Bedeutung | 09268892 |
| Direkt Bild zu diesem Denkmal hochladen | Wegestein | Roitzschen (Karte)     | 3. Viertel 19. Jahrhundert (Wegestein)                                                                                               | Sandsteinsäule mit Schaft, hohem, etwas breiterem Kopf und vierseitigem, dachartigem Abschluss, dazu Inschriften und Richtungsweiser, verkehrsgeschichtlich bedeutend | 09302727 |
|                                         | Brücke über die Triebisch | Roitzschen (Karte)     | 18. Jahrhundert (Straßenbrücke) | Bogenbrücke in Bruchsteinmauerwerk, baugeschichtlich und verkehrsgeschichtlich von Bedeutung | 09267944 |
|                                         | Eisenbahnstrecke Borsdorf–Coswig | Roitzschen (Karte)     | zwischen 1898/1909 (Eisenbahnbrücke)                                                                                                 | Zwei Eisenbahnbrücken über die Triebisch; Naturstein-Bogenbrücken, baugeschichtlich und eisenbahngeschichtlich von Bedeutung | 09304572 |
| Weitere Bilder                          | Neidmühle | Roitzschen (Karte)     | bezeichnet 1716 (Mühle); Umbau bezeichnet 1861 (Mühle)                                                                               | Wohnmühlengebäude, im Keller Reste von Mühlentechnik und rückwärtiges Seitengebäude über L-förmigem Grundriss; Wohnmühlengebäude mit Fachwerk im Obergeschoss in sehr alter Konstruktion (K-Streben, Thüringer-Leiter-Fachwerk, profilierte Schwelle und Füllhölzer), schöner Türstock ist jüngeren Datums, Seitengebäude gründerzeitlicher Putzbau, baugeschichtlich, ortshistorisch und technikgeschichtlich bedeutend | 09267957 |
| Weitere Bilder                          | Rothschönberger Stolln (Sachgesamtheit); Hauptstollnmundloch | Rothschönberg (Karte)  | 1844–1864 (Mundloch sowie Stolln) | Sachgesamtheit Rothschönberger Stolln, mit Lichtlöchern, Funktionsgebäuden, Gräben, Röschen, Halden und Mundlöchern in den Gemeinden Klipphausen (ehemals Triebischtal) (OT Rothschönberg), Halsbrücke (OT Halsbrücke und OT Krummenhennersdorf) sowie Reinsberg (OT Neukirchen und OT Reinsberg), davon gehören zum Teilabschnitt in der Gemarkung Rothschönberg: das Mundloch der Triebisch-Rösche unterhalb von Rothschönberg und das Hauptstollnmundloch im Triebischtal oberhalb Rothschönbergs (beide Sachgesamtheitsteile); Bergbauanlage von überregionaler technikgeschichtlicher Bedeutung (siehe auch Sachgesamtheitsteildokumente in den Denkmallisten der Gemeinden Halsbrücke und Reinsberg sowie in den Einzeldenkmallisten der genannten Gemeinden) | 09268311 |
| Direkt Bild zu diesem Denkmal hochladen | Brücke über den Tännichtbach | Rothschönberg (Karte)  | 17./18. Jahrhundert (Brücke) | überspannt den Bach in vergleichsweise hohem Bogen, aus Bruchstein, sehr alt, Teil der historischen Verbindung Rothschönberg–Neukirchen, auch als Bäckersteig Siebenlehn–Burkhardswalde/Dresden bezeichnet, baugeschichtlich, technikgeschichtlich und ortsgeschichtlich bedeutend | 09302128 |
| Weitere Bilder                          | Wetzelmühle | Rothschönberg (Karte)  | bezeichnet 1784 (Mühlengebäude) | Wohnstallhaus (ehemaliges Mühlengebäude), Seitengebäude, Scheune und weiteres Seitengebäude eines ehemaligen Mühlenanwesens sowie Hofpflasterung; alle Gebäude in Fachwerkbauweise, stattliches Wohnstallhaus mit Segmentbogenportalen, Scheune verbrettert, geschlossen erhaltene Hofanlage, baugeschichtlich, ortsgeschichtlich und wirtschaftsgeschichtlich von Bedeutung | 09268307 |
| Weitere Bilder                          | Regermühle | Sachsdorf (Karte)      | 1882, im Kern älter (um 1800) (Mühle)                                                                                                | Wohnmühlengebäude; Obergeschoss teilweise Fachwerk, Wohnteil 1882 nach Brand massiv gebaut, im Giebel Zwillingsfenster, exponierte Lage, baugeschichtlich und ortsgeschichtlich von Bedeutung | 09268889 |
|                                         | Wegestein | Seeligstadt (Karte)    | 2. Hälfte 19. Jahrhundert (Wegestein)                                                                                                | Stele aus Schaft, zwei ovalen Inschriftfeldern und markanter Abdeckung mit kleinen Dreiecksgiebeln, verkehrsgeschichtlich von Bedeutung | 09304243 |
| Weitere Bilder                          | Preiskermühle | Semmelsberg (Karte)    | Schwelle bezeichnet 1723 (Hauptgebäude); Portal bezeichnet 1805 (Hauptgebäude)                                                       | Hauptgebäude, Seitengebäude und Scheune eines Mühlenanwesens, dazu Mühlteich, Mühlgraben und Wehr; charakteristisches und zugleich malerisches Mühlenanwesen sowie architektonisch markantes Fachwerkensemble, Wohnmühlengebäude mit Korbbogenportal und Fachwerkkonstruktion mit Wilder-Mann-Figur, Standort seit 1540–1548 bezeugt, am Hauptgebäude Fragment des Radkastens, an Hofseite des Seitengebäudes Taubenschlag, technikgeschichtlich und ortsgeschichtlich bedeutend | 09268170 |
| Direkt Bild zu diesem Denkmal hochladen | Wegestein | Taubenheim (Karte)     | 3. Viertel 19. Jahrhundert (Wegestein)                                                                                               | Sandsteinstele, flacher pyramidenförmiger Abschluss, vertiefte Inschriftfelder, Richtungsweiser noch erkennbar, ortsgeschichtlich und verkehrsgeschichtlich bedeutend | 09269980 |
| Direkt Bild zu diesem Denkmal hochladen | Brücke über die Kleine Triebisch | Taubenheim (Karte)     | 19. Jahrhundert (Brücke) | Bogenbrücke in Bruchsteinmauerwerk, baugeschichtlich und verkehrsgeschichtlich von Bedeutung | 09268143 |
| Direkt Bild zu diesem Denkmal hochladen | Wegestein | Ullendorf (Karte)      | 3. Viertel 19. Jahrhundert (Wegestein)                                                                                               | Sandsteinschaft mit weit überkragender, pyramidenförmiger Bedachung, vertiefte Inschriftfelder, ortsgeschichtlich und verkehrsgeschichtlich bedeutend | 09302725 |
| Direkt Bild zu diesem Denkmal hochladen | Hydraulischer Widder im Park | Weistropp (Karte)      | Anfang 20. Jahrhundert (Hydraulischer Widder)                                                                                        | technikgeschichtlich von Bedeutung | 09268631 |
|                                         | Wegestein | Weistropp (Karte)      | 19. Jahrhundert (Wegestein) | verkehrsgeschichtlich von Bedeutung | 09268473 |

## Lampertswalde
| Bild                                    | Bezeichnung | Lage                             | Datierung                                                 | Beschreibung | ID       |
| --------------------------------------- | --- | -------------------------------- | --------------------------------------------------------- | --- | -------- |
| Weitere Bilder                          | Windmühle Adelsdorf | Adelsdorf Eichenstraße 2 (Karte) | 1856 (Mühle)                                              | Turmholländer (Rest); ortsgeschichtliche und technikgeschichtliche Bedeutung | 08958642 |
| Direkt Bild zu diesem Denkmal hochladen | Transformatorenhäuschen | Adelsdorf (Karte)                | 1. Hälfte 20. Jahrhundert (Transformatorenstation)        | Zeugnis für Elektrifizierung des Ortes, technikgeschichtlich von Bedeutung | 08958643 |
| Direkt Bild zu diesem Denkmal hochladen | Transformatorenhäuschen | Blochwitz (Karte)                | 1. Hälfte 20. Jahrhundert (Transformatorenstation)        | Zeugnis für die Elektrifizierung des Ortes, technikgeschichtlich von Bedeutung | 08958826 |
|                                         | Stangemühle (ehem.) | Brößnitz (Karte)                 | bezeichnet 1905, im Kern älter (Mühle); um 1850 (Scheune) | Seitengebäude (Wohnstallhaus), Scheune und Stallgebäude der ehemaligen Wassermühle sowie Hofpflasterung; weitgehend original erhaltenes Mühlenensemble von ortshistorischer Bedeutung                                                                         | 08958822 |
| Direkt Bild zu diesem Denkmal hochladen | Transformatorenhäuschen | Brößnitz (Karte)                 | 1. Hälfte 20. Jahrhundert (Transformatorenstation)        | Zeugnis für die Elektrifizierung des Ortes, technikgeschichtlich von Bedeutung | 08958823 |
| Weitere Bilder                          | Bahnhof Lampertswalde | Lampertswalde (Karte)            | um 1870 (Empfangsgebäude)                                 | Bahnhofsgebäude, Güterschuppen und Toilettenhäuschen der Bahnhofsanlage; Bahnhofsensemble der Gründerzeit ohne Beeinträchtigung erhalten, Ziegelbauten dokumentieren den ursprünglichen Bauzustand, baugeschichtlich und eisenbahngeschichtlich von Bedeutung | 08958648 |
| Weitere Bilder                          | Wegestein | Lampertswalde (Karte)            | 19. Jahrhundert (Wegestein)                               | verkehrshistorische Bedeutung | 08958647 |
|                                         | Wegestein | Mühlbach (Karte)                 | 19. Jahrhundert (Wegestein)                               | verkehrshistorische Bedeutung | 08958641 |
| Direkt Bild zu diesem Denkmal hochladen | Wegestein | Niegeroda (Karte)                | 19. Jahrhundert (Wegestein)                               | verkehrshistorische Bedeutung | 08959023 |
| Direkt Bild zu diesem Denkmal hochladen | Wegestein | Niegeroda (Karte)                | 19. Jahrhundert (Wegestein)                               | verkehrshistorische Bedeutung | 08958811 |
| Direkt Bild zu diesem Denkmal hochladen | Wegestein | Niegeroda (Karte)                | 19. Jahrhundert (Wegestein)                               | verkehrshistorische Bedeutung | 08958810 |
| Direkt Bild zu diesem Denkmal hochladen | Transformatorenhäuschen | Niegeroda (Karte)                | 1. Hälfte 20. Jahrhundert (Transformatorenstation)        | Zeugnis der Elektrifizierung des Ortes, technikgeschichtlich von Bedeutung | 08958813 |
| Direkt Bild zu diesem Denkmal hochladen | Wegestein | Oelsnitz (Karte)                 | 19. Jahrhundert (Wegestein)                               | verkehrshistorische Bedeutung | 08958814 |
| Weitere Bilder                          | Sachgesamtheit Königlich-Sächsische Triangulierung („Europäische Gradmessung im Königreich Sachsen“); Station 32 Basisende Quersa | Quersa (Karte)                   | 1869–1870 (Basisendpunkt)                                 | Triangulationshaus; über Grundpfeiler erbautes Basishäuschen, Basisende, technik- und vermessungsgeschichtlich von großer Bedeutung | 08958658 |
| Weitere Bilder                          | Transformatorenhäuschen | Quersa (Karte)                   | 1. Hälfte 20. Jahrhundert (Transformatorenstation)        | Zeugnis für Elektrifizierung des Ortes, technikgeschichtlich von Bedeutung | 08958651 |
| Direkt Bild zu diesem Denkmal hochladen | Wegestein | Schönborn (Karte)                | 19. Jahrhundert (Wegestein)                               | verkehrshistorische Bedeutung | 08958634 |
| Direkt Bild zu diesem Denkmal hochladen | Wegestein | Schönborn (Karte)                | 19. Jahrhundert (Wegestein)                               | verkehrshistorische Bedeutung | 08958630 |
| Weitere Bilder                          | Schönborner Windmühle | Schönborn (Karte)                | um 1880 (Mühle)                                           | Turmholländer; Windmühle ohne technische Ausstattung, Zeugnis der ländlichen, dörflichen Versorgung, versorgungsgeschichtliche und technikgeschichtliche Bedeutung                                                                                            | 08958635 |
| Direkt Bild zu diesem Denkmal hochladen | Ringofen | Schönborn (Karte)                | letztes Viertel 19. Jahrhundert (Ziegelbrennofen)         | Reste eines Ringofens der ehemaligen Ziegelei Schönborn; wahrscheinlich nach dem Hofmannschen System gebauter Brennofen, Bedeutung für Technik- und Produktionsgeschichte und von Interesse für Ortsgeschichte sowie landschaftsprägend                       | 08957876 |
|                                         | Windmühle Weißig am Raschütz | Weißig am Raschütz (Karte)       | 1. Hälfte 19. Jahrhundert (Mühle)                         | Turmholländer; ortshistorische und mühlentechnische Bedeutung | 08958807 |
| Direkt Bild zu diesem Denkmal hochladen | Wegestein | Weißig am Raschütz (Karte)       | 19. Jahrhundert (Wegestein)                               | verkehrshistorische Bedeutung | 08958833 |

## Lommatzsch, Stadt
| Bild                                    | Bezeichnung | Lage               | Datierung | Beschreibung | ID       |
| --------------------------------------- | --- | ------------------ | --- | --- | -------- |
| Weitere Bilder                          | Bahnhof Lommatzsch; Eisenbahnstrecke Riesa–Nossen; Eisenbahnstrecke Wilsdruff–Döbeln-Gärtitz; Rübenbahn (sog.); Abschnitt Garsebach–Lommatzsch | (Karte)            | 1875–1877 (Empfangsgebäude); 1929 (Lokschuppen); 1909 (Wasserstationsgebäude); 19. Jahrhundert (Straßenbrücke) | Empfangsgebäude (Nr. 6/6a), Nebengebäude (Nr. (8), Bahnsteigüberdachung, Wasserstationsgebäude (Nr. 19) und Lokschuppen der Schmalspurbahn, über die Regelspurund die Schmalspurstrecke; Bahnhof für Regelund Schmalspurweite, Bahnhofsgebäude ein Putzbau im Stil des Historismus, Lokschuppen der Schmalspurbahn teils ausgemauertes Fachwerk, teils massiv, Wasserstationsgebäude von Seltenheitswert, bemerkenswertes Ensemble eines Spurwechselbahnhofs, eisenbahngeschichtlich, technikgeschichtlich, baugeschichtlich und ortshistorisch von großer Bedeutung | 09266710 |
| Direkt Bild zu diesem Denkmal hochladen | Wegestein | Albertitz (Karte)  | 19. Jahrhundert (Wegestein)                                                                                    | verkehrsgeschichtlich von Bedeutung | 09268416 |
| Direkt Bild zu diesem Denkmal hochladen | Wegestein | Birmenitz (Karte)  | 19. Jahrhundert (Wegestein)                                                                                    | verkehrsgeschichtlich von Bedeutung | 09268009 |
| Direkt Bild zu diesem Denkmal hochladen | Buschmannmühle? | Daubnitz (Karte)   | bezeichnet 1802 (Mühle); bezeichnet 1715 (Torbogen)                                                            | Wassermühle, Seitengebäude und Torbogen eines Mühlenanwesens; Mühle Obergeschoss Fachwerk (zum Teil verputzt) und mit schönem Korbbogenportal, baugeschichtlich und technikgeschichtlich von Bedeutung | 09268219 |
| Direkt Bild zu diesem Denkmal hochladen | Transformatorenstation | Jessen (Karte)     | 1920er Jahre (Transformatorenstation)                                                                          | technikgeschichtlich von Bedeutung | 09267066 |
| Weitere Bilder                          | Bahnhof Lommatzsch; Eisenbahnstrecke Riesa–Nossen; Eisenbahnstrecke Wilsdruff–Döbeln-Gärtitz; Rübenbahn (sog.); Abschnitt Garsebach–Lommatzsch | Lommatzsch (Karte) | 1875–1877 (Empfangsgebäude); 1929 (Lokschuppen); 1909 (Wasserstationsgebäude); 19. Jahrhundert (Straßenbrücke) | Empfangsgebäude (Nr. 6/6a), Nebengebäude (Nr. (8), Bahnsteigüberdachung, Wasserstationsgebäude (Nr. 19) und Lokschuppen der Schmalspurbahn, über die Regelspurund die Schmalspurstrecke; Bahnhof für Regelund Schmalspurweite, Bahnhofsgebäude ein Putzbau im Stil des Historismus, Lokschuppen der Schmalspurbahn teils ausgemauertes Fachwerk, teils massiv, Wasserstationsgebäude von Seltenheitswert, bemerkenswertes Ensemble eines Spurwechselbahnhofs, eisenbahngeschichtlich, technikgeschichtlich, baugeschichtlich und ortshistorisch von großer Bedeutung | 09266710 |
| Weitere Bilder                          | Kursächsische Postmeilensäulen (Sachgesamtheit)                                                                                                | Lommatzsch (Karte) | bezeichnet 1726, Kopie (Postdistanzsäule)                                                                      | Postmeilensäule; Kopie einer Distanzsäule, verkehrsgeschichtlich von Bedeutung | 09304233 |
| Direkt Bild zu diesem Denkmal hochladen | Straßenbrücke über die Eisenbahnstrecke Riesa–Nossen                                                                                           | Lommatzsch (Karte) | um 1875 (Straßenbrücke)                                                                                        | Dreibogenbrücke in Bruchsteinmauerwerk, technikgeschichtlich und verkehrsgeschichtlich von Bedeutung | 09266711 |
| Direkt Bild zu diesem Denkmal hochladen | Mietshaus in offener Bebauung und Dampfmaschinenanlage                                                                                         | Lommatzsch (Karte) | Ende 19. Jahrhundert (Mietshaus); 1905/1910 (Dampfmaschine)                                                    | ein typischer kleinstädtischer Gründerzeitbau mit aufwändig verzierter Fassade, baugeschichtlich von Bedeutung, Dampfmaschine technikgeschichtlich von Bedeutung | 09266699 |
| Direkt Bild zu diesem Denkmal hochladen | Eisenbahnstrecke Riesa–Nossen | Lommatzsch (Karte) | 1875–1877 (Eisenbahnbrücke)                                                                                    | Eisenbahnbrücke über den Keppritzbach; Bogenbrücke in Bruchsteinmauerwerk, baugeschichtlich und technikgeschichtlich von Bedeutung | 09304216 |
| Direkt Bild zu diesem Denkmal hochladen | Görnermühle | Piskowitz (Karte)  | bezeichnet 1828 (Mühle)                                                                                        | Wohnhaus mit Mühlenanbau (mit vorhandener Mühlentechnik), Seitengebäude und Scheune eines Mühlenanwesens; Seitengebäude Obergeschoss Fachwerk, repräsentativ gestaltetes Eingangsportal zum Wohngebäude, baugeschichtlich und technikgeschichtlich von Bedeutung | 09268198 |
| Direkt Bild zu diesem Denkmal hochladen | Eisenbahnstrecke Riesa–Nossen | Schwochau (Karte)  | 1877–1880 (Eisenbahnbrücke)                                                                                    | Zwei Eisenbahnbrücken der Bahnlinie Riesa–Nossen, eine Einbogenbrücken über einen Feldweg und eine Bogenbrücke über einen Bach (Durchlass) durch den Bahndamm; in Bruchsteinmauerwerk, baugeschichtlich und technikgeschichtlich von Bedeutung | 09304217 |
| Direkt Bild zu diesem Denkmal hochladen | Zwei Straßenbrücken über den Ketzerbach und den Käbschützer Bach                                                                               | Zöthain (Karte)    | 19. Jahrhundert (Brücke)                                                                                       | bildet eine lang gestreckte Brücke mit zwei Bögen, baugeschichtlich von Bedeutung | 09268224 |
|                                         | Haltestelle Zöthain; Eisenbahnstrecke Wilsdruff–Döbeln-Gärtitz; Rübenbahn (sog.); Abschnitt Garsebach–Lommatzsch                               | Zöthain (Karte)    | 1909 (Bahnhof)                                                                                                 | Bahnhofsgebäude (Nr. 28) und benachbartes Agenturgebäude (Nr. 29); hölzerne Wartehalle einer Schmalspurbahn, Typenbau der Kgl. Sächs. Staatseisenbahnen, originaler Erhaltungszustand vor allem im Inneren des Bahnhofsgebäudes, als Dokument des ursprünglichen Streckenverlaufs der sog. Rübenbahn sowie als Typenbau dieser Schmalspurstrecke eisenbahngeschichtlich von Bedeutung | 09268505 |

## Meißen, Stadt
| Bild                                    | Bezeichnung | Lage                                    | Datierung | Beschreibung | ID       |
| --------------------------------------- | --- | --------------------------------------- | --- | --- | -------- |
| Weitere Bilder                          | Albertbrücke | (Karte)                                 | 1905 (Straßenbrücke) | Triebischbrücke im Verlaufe Kerstingstraße/Neumarkt; verkehrshistorisch, technikgeschichtlich und künstlerisch von Bedeutung | 09269159 |
| Weitere Bilder                          | Eisenbahnbrücke über die Elbe | Meißen (Karte)                          | 1866 (Pfeiler); 1928 (Eisenbahnbrücke) | städtebaulich und verkehrshistorisch von Bedeutung | 09266317 |
| Weitere Bilder                          | Clausmühle | Meißen (Karte)                          | bezeichnet 1868 (Wohnhaus); M. 19. Jahrhundert (Auszugshaus)                                                                                    | Müllerwohnhaus (Nr. 12a), Auszugshaus (Nr. 12b) und Torpfeiler einer ehemaligen Mühle; ortsgeschichtlich und technikgeschichtlich von Bedeutung | 09266257 |
| Weitere Bilder                          | Buschmühle | Meißen (Karte)                          | 2. H. 19. Jahrhundert (Getreidemühle); 2. H. 19. Jahrhundert (Silo); 2. H. 19. Jahrhundert (Müllerwohnhaus); 1909 (Elevator); 1909 (Aspirateur) | Anlage aus straßenseitigem Speicherbau (Silo), straßenseitigem Wohnhaus, zurückgesetztem Mühlengebäude mit vollständiger Mühlenausstattung, Turbinenhaus, Teilen des Mühlgrabens und Mühlgrabeneinlauf; eine der größten noch erhaltenen Getreidemühlen im Landkreis Meißen, bemerkenswert die noch zahlreich erhaltene, vergleichsweise alte Technick, bau-, orts- und technickgeschichtlich bedeutend | 09266256 |
| Weitere Bilder                          | Frauenkirche | Meißen (Karte)                          | 1455–1457 (Kirche); 1929 (Glockenspiel); 1929 (Glockenspiel); 1929 (Turmuhr)                                                                    | Kirche (mit gesamter Ausstattung, darunter Glockenspiel und Turmuhr mit elektrischem Aufzug, Spielwerk und Läuteanlage vier Glocken mit Motoren und ein Gebetshammer); Stadtkirche von Meißen, bedeutender Bau der Spätgotik, geschichtlich, künstlerisch, wissenschaftlich, städtebaulich und ortsgeschichtlich von Bedeutung | 09266297 |
| Weitere Bilder                          | Kursächsische Postmeilensäulen (Sachgesamtheit) | Meißen (Karte)                          | bezeichnet 1722, Kopie (Postdistanzsäule) | Postmeilensäule; Kopie einer Distanzsäule, verkehrsgeschichtlich von Bedeutung | 09304919 |
| Weitere Bilder                          | Keramische Fabrik Bidtelia | Meißen (Karte)                          | 1900–1910 (Keramische Industrie) | Keramikfabrik mit Verwaltungsgebäude, Fabrikgebäude und Schornstein (Anschrift auch Fabrikstraße 16); ortsgeschichtlich, städtebaulich, technikgeschichtlich und künstlerisch von Bedeutung (Klinkerund Keramikfassaden) | 09265757 |
| Direkt Bild zu diesem Denkmal hochladen | Keramische Fabrik Bidtelia | Meißen (Karte)                          | 1900–1910 (Keramische Industrie) | Keramikfabrik mit Verwaltungsgebäude, Fabrikgebäude an den Bahngleisen und Einfriedung (Anschrift auch Brauhausstraße 21); ortsgeschichtlich, städtebaulich, technikgeschichtlich und künstlerisch von Bedeutung (Klinkerund Keramikfassaden) | 09265252 |
| Direkt Bild zu diesem Denkmal hochladen | Kunstschlosserei | Meißen (Karte)                          | Ende 19. Jahrhundert (Mietshaus) | Mietshaus in geschlossener Bebauung, im Hinterhaus eine 1869 gegründete Kunstschlosserei, davon einige Maschinen als technische Denkmale; städtebaulich und baugeschichtlich von Bedeutung, ein Gründerzeithaus (Klinkerfassade) | 09265355 |
| Weitere Bilder                          | Bahnhof Meißen | Meißen (Karte)                          | 1926–1928 (Personenbahnhof); Anfang 20. Jahrhundert (Stellwerk)                                                                                 | Hauptbahnhof von Meißen, Empfangsgebäude, die Bahnsteige mit Überdachungen sowie die Eisenbahnbrücke über und das Stellwerk an der Dresdner Straße; städtebaulich, künstlerisch und verkehrsgeschichtlich von Bedeutung, das Empfangsgebäude im Stil der Neuen Sachlichkeit, ein Bau des Architekten Wilhelm Kreis, Dresden | 09265254 |
| Direkt Bild zu diesem Denkmal hochladen | Windmühle Meißen | Meißen (Karte)                          | ehem. bezeichnet 1796 (Mühle) | Turmholländer; technikgeschichtlich von Bedeutung | 09269210 |
|                                         | Johannesbrücke | Meißen (Karte)                          | nach 1860 (Straßenbrücke) | Triebischbrücke; mit Bezeichnung »J« (für König Johann) am Geländer, verkehrshistorische und ortsgeschichtliche Bedeutung | 09269158 |
| Weitere Bilder                          | Alte Schmiede | Meißen (Karte)                          | bezeichnet 1759 (Schmiede) | Alte Schmiede; bau- und ortsgeschichtlich von Bedeutung | 09266152 |
| Weitere Bilder                          | Heinrichsbrunnen | Meißen (Karte)                          | 1863 (Brunnen) | Brunnen mit dem Standbild Heinrich I.; künstlerisch und ortsgeschichtlich von Bedeutung | 09266307 |
| Direkt Bild zu diesem Denkmal hochladen | Historische Weinpresse | Meißen (Karte)                          | um 1750 (Weinpresse) | orts- und technikgeschichtliche Bedeutung, Zeugnis des jahrhundertealten Weinbaus in Meißen | 09300873 |
| Direkt Bild zu diesem Denkmal hochladen | Ehemaliger Straßenbahnhof, Waggon- und Triebwagenschuppen sowie Verwaltungsbau für die einstige Meißner Straßenbahn (heute zum Bahnhof Triebischtal gehörig), sowie die teilweise erhaltenen Schienen | Meißen (Karte)                          | 1899 (Straßenbahndepot); 1899 (Verwaltungsgebäude)                                                                                              | ortsgeschichtlich, technikgeschichtlich und baugeschichtlich von Bedeutung, Rohziegelbauten der Gründerzeit mit neugotischen Elementen | 09266024 |
| Weitere Bilder                          | Wasserwerk der Meißner Felsenkeller-Brauerei (überwiegend unterirdische Anlage) | Meißen (Karte)                          | bezeichnet 1898 (Wasserwerk) | ortsgeschichtlich und technikhistorisch von Bedeutung, im Stil der Neogotik | 09266126 |
|                                         | Martinsbrücke | Meißen (Karte)                          | um 1870 (Straßenbrücke) | Triebischbrücke im Verlauf der Martinstraße; ortshistorisch und verkehrshistorisch von Bedeutung | 09269157 |
|                                         | Ziegelwerk Rotes Haus | Meißen (Karte)                          | Ende 19. Jahrhundert (Ziegelbrennofen) | Ziegelei, Hoffmannscher Ringofen mit Schornstein; ortsgeschichtlich und technikgeschichtlich von Bedeutung, bedeutsames industriegeschichtliches Denkmal | 09266378 |
| Weitere Bilder                          | Druckmaschinenfabrik Müller (ehem.) | Meißen (Karte)                          | bezeichnet 1912 (Fabrik) | Hauptgebäude eines Fabrikgeländes; ortsgeschichtlich, industriegeschichtlich und baugeschichtlich von Bedeutung, Ziegelsteinbauten mit barocken und Jugendstilanklängen | 09265149 |
|                                         | Pumpwerk (ehem.) | Meißen (Karte)                          | um 1900 (Wasserversorgungsund Abwasseranlage)                                                                                                   | Ehemaliges Pumpwerk; ortsgeschichtlich und technikgeschichtlich von Bedeutung, interessanter Industriebau der Jahrhundertwende um 1900 mit Klinkergliederung | 09265993 |
|                                         | Altes Wasserwerk | Meißen (Karte)                          | im Meißner Stadtwappen bezeichnet 1893 (Wasserwerk)                                                                                             | Wasserwerk; künstlerisch, ortsgeschichtlich, technikgeschichtlich und baugeschichtlich von Bedeutung | 09266181 |
|                                         | Wasserwerk | Meißen (Karte)                          | bezeichnet 1926 (Wasserwerk) | technikgeschichtlich und baugeschichtlich von Bedeutung, ein Bau im Heimatstil | 09266052 |
| Direkt Bild zu diesem Denkmal hochladen | Zaschendorfer Brücke; Steinwegbrücke | Meißen (Karte)                          | bezeichnet 1740 (Straßenbrücke) | Straßenbrücke über den Fürstengraben (Langen Graben); zweibogige Steinbrücke, baugeschichtlich und ortsgeschichtlich von Bedeutung | 09269138 |
| Direkt Bild zu diesem Denkmal hochladen | Porzellanmanufaktur | Meißen (Karte)                          | 1861–1863, bezeichnet 1861 (Manufaktur) | Meißner Porzellanmanufaktur, eingeschlossen Gebäude A (Malerei/Versand, 1860/1911), B (Malerei/Rohfertigung 1861/1923), D (Geschäftsleitung 1861, Verbinder 1914/15, Schauhalle 1914/15), E (Formenherstellung/Malerei 1871), S (Schlämmerei/Schule 1861), X (Rohstofflager, ohne Übergang, 1884); künstlerisch, ortsgeschichtlich, baugeschichtlich und geschichtlich von Bedeutung, ein bedeutender Industriebau, das Hauptgebäude im neogotischen Stil, ein Erweiterungsbau im Reformstil der Zeit um 1910 | 09266040 |
| Direkt Bild zu diesem Denkmal hochladen | Kurzsche Druckerei; Papierfabrik C. C. Kurz (ehem.) | Meißen (Karte)                          | um 1900 (Druckerei) | Ehemalige Druckerei (heute zu Wohnungen umgebaut), mit Torpfeilern, Mauer und schmiedeeisernem Zaun; technikgeschichtlich, ortsgeschichtlich und städtebaulich von Bedeutung, Industriebau als Rohziegelbau | 09266038 |
| Direkt Bild zu diesem Denkmal hochladen | Mühle, Wohnhaus und Nebengebäude, mit Einfriedung | Meißen (Karte)                          | 1. Hälfte 19. Jahrhundert (Mühle) | technikgeschichtlich, ortsgeschichtlich und baugeschichtlich von Bedeutung | 09266380 |
| Weitere Bilder                          | Reich-Mühle, Kunstmühle | Meißen (Karte)                          | bezeichnet 1828 (Mühle); 1870er Jahre (Wohnhaus)                                                                                                | Mühle mit allen Gebäuden, dabei das Mühlengebäude an der Straße Am Steinberg, das Wohnhaus an der Talstraße und der frühere Pferdestall (mit Kumthalle); städtebaulich und baugeschichtlich, ortsgeschichtlich und technikgeschichtlich von Bedeutung, das Wohnhaus ein Gründerzeitbau, die Mühle mit historischer Mühlentechnik | 09265611 |
| Direkt Bild zu diesem Denkmal hochladen | Blechdosenfabrik (ehem.) | Meißen (Karte)                          | nach 1900 (Fabrik) | Ehemalige Blechdosenfabrik (Nr. 97 Kontorgebäude); ortsgeschichtlich, städtebaulich, industriegeschichtlich und baugeschichtlich von Bedeutung, Bauten der Gründerzeit (zum Teil Klinkerfassade) und des Reformstils der Zeit um 1910 | 09265608 |
| Direkt Bild zu diesem Denkmal hochladen | Wohnhaus in offener Bebauung und Ecklage, mit Mauerumfriedung, Hintergebäude und Brunnen im Hof | Meißen (Karte)                          | 2. Hälfte 19. Jahrhundert (Wohnhaus) | städtebaulich und baugeschichtlich von Bedeutung, ein Haus im Stil der frühen Neugotik, nahe der Triebisch gelegen, Teil der ortsbildprägenden Uferbebauung an der Elbe | 09265892 |
| Weitere Bilder                          | Bahnhof Meißen-Triebischtal; Eisenbahnstrecke Borsdorf–Coswig; Schmalspurbahn Wilsdruff–Döbeln-Gärtitz: Empfangsgebäude des Bahnhofs Meißen-Triebischtal                                              | Hirschbergstraße 24 (gegenüber) (Karte) | 1910 | Letztes bauliches weitestgehend bauzeitlich erhaltenes Zeugnis des ehemals bedeutenden Bahnhofs Meißen-Triebischtal und Endstation der ersten Teilstrecke der schmalspurigen Schmalspurbahn Wilsdruff–Gärtitz im Wilsdruffer Schmalspurnetz, sowie Station der Bahnstrecke Borsdorf–Coswig (6386; sä. BC), für Eisenbahnbauten seltener langgestreckter Baukörper in Putzbauweise mit Diensträumen und Wartehalle, baugeschichtlich und verkehrsgeschichtlich von Bedeutung                                   | 09306618 |

## Moritzburg
| Bild                                    | Bezeichnung                                                                             | Lage                           | Datierung                          | Beschreibung | ID       |
| --------------------------------------- | --------------------------------------------------------------------------------------- | ------------------------------ | ---------------------------------- | --- | -------- |
|                                         | Transformatorenturm                                                                     | Boxdorf (Karte)                | um 1920 (Transformatorenstation)   | technikgeschichtlich von Bedeutung | 09282594 |
| Weitere Bilder                          | Boxdorfer Windmühle                                                                     | Boxdorf (Karte)                | bezeichnet 1849 (Mühle)            | Turmholländer; heute Aussichtsturm mit massiver steinerner Aussichtsplattform, baugeschichtlich und technikgeschichtlich von Bedeutung | 09282583 |
|                                         | Kleinbahn Radebeul-Radeburg (Sachgesamtheit); Lößnitzgrundbahn                          | Friedewald (Karte)             | 1883–1884 (Eisenbahnanlage)        | Sachgesamtheitsbestandteil der Sachgesamtheit Kleinbahn Radebeul-Radeburg mit den Einzeldenkmalen: Bahnhof Friedewald Bad (ehemals Bahnhof Dippelsdorf) (Obj. 09284910), Haltepunkt Friedewald (ehemals Haltepunkt Buchholz) (Obj. 09284916) sowie den Sachgesamtheitsteilen Trasse der Schmalspurbahn, Durchlässe (darunter gemauerte Bögen) und Teile der Stützmauer, Fernmelde-Freileitung; verkehrs- und technikgeschichtlich von Bedeutung | 09301069 |
| Weitere Bilder                          | Bahnhof Friedewald Bad; Kleinbahn Radebeul–Radeburg (Sachgesamtheit); Lößnitzgrundbahn  | Friedewald                     | 1883/1884 (Empfangsgebäude)        | Einzeldenkmale der Sachgesamtheit Kleinbahn Radebeul-Radeburg: Empfangsgebäude (mit Bahnhofsuhr), Schuppen, Bahnsteigbeleuchtung, Weichen und Signale (siehe Sachgesamtheitsliste – Obj. 09301069); alte Ortslage Dippelsdorf, das Empfangsgebäude ein gründerzeitlicher Ziegelbau, eisenbahngeschichtlich, technik- und baugeschichtlich von Bedeutung, | 09284910 |
| Weitere Bilder                          | Haltepunkt Friedewald; Kleinbahn Radebeul–Radeburg (Sachgesamtheit); Lößnitzgrundbahn   | Friedewald (Karte)             | Ursprung um 1895 (Wartehalle)      | Einzeldenkmal der Sachgesamtheit Kleinbahn Radebeul-Radeburg: Wartehalle (Holz), Wasserpumpe und Bahnsteigbeleuchtung (siehe Sachgesamtheitsliste – Obj. 09301069); verkehrs- und technikgeschichtlich von Bedeutung | 09284916 |
|                                         | Wegestein                                                                               | Friedewald (Karte)             | um 1890 (Wegestein)                | verkehrshistorisch von Bedeutung | 09284933 |
| Weitere Bilder                          | Kleinbahn Radebeul–Radeburg (Sachgesamtheit); Lößnitzgrundbahn                          | Moritzburg                     | 1883/1884 (Eisenbahnanlage)        | Sachgesamtheitsbestandteil der Sachgesamtheit Kleinbahn Radebeul-Radeburg mit den Einzeldenkmalen: Bahnhof Moritzburg (Obj. 09283082) sowie den Sachgesamtheitsteilen Trasse der Schmalspurbahn, Durchlässe (darunter gemauerte Bögen) und Teile der Stützmauer; verkehrs- und technikgeschichtlich von Bedeutung | 09301071 |
| Weitere Bilder                          | Bahnhof Moritzburg; Kleinbahn Radebeul–Radeburg (Sachgesamtheit); Lößnitzgrundbahn      | Moritzburg (Karte)             | 1883/1884 (Personenbahnhof)        | Einzeldenkmal der Sachgesamtheit Kleinbahn Radebeul-Radeburg: Empfangsgebäude, Güterschuppen, Wartehalle, Verladerampe, mechanisches Stellwerk, Formsignale und Schlüsseltafel (Sachgesamtheit siehe Obj. 09301071); ortsgeschichtlich, eisenbahngeschichtlich, verkehrsgeschichtlich und technikgeschichtlich von Bedeutung | 09283082 |
| Direkt Bild zu diesem Denkmal hochladen | Kleinbahn Radebeul–Radeburg (Sachgesamtheit); Lößnitzgrundbahn                          | Moritzburg                     | 1883/1884 (Eisenbahnanlage)        | Sachgesamtheitsbestandteil der Sachgesamtheit Kleinbahn Radebeul-Radeburg mit den Einzeldenkmalen: Bahnhof Moritzburg (Obj. 09283082) sowie den Sachgesamtheitsteilen Trasse der Schmalspurbahn, Durchlässe (darunter gemauerte Bögen) und Teile der Stützmauer; verkehrs- und technikgeschichtlich von Bedeutung | 09301071 |
|                                         | Transformatorenhäuschen                                                                 | Moritzburg (Karte)             | nach 1910 (Transformatorenstation) | technikgeschichtlich von Bedeutung | 09284244 |
| Weitere Bilder                          | Eisenberger Windmühle                                                                   | Moritzburg (Karte)             | um 1800 (Mühle)                    | Turmholländer; heute Wohnhaus; technikgeschichtlich und ortsgeschichtlich von Bedeutung, lang Jahre Wohnsitz des Malers Karl Timmler (1906–1996) | 09284240 |
| Direkt Bild zu diesem Denkmal hochladen | Lößnitzbrücke; Kleinbahn Radebeul–Radeburg (Sachgesamtheit); Lößnitzgrundbahn           | Reichenberg (Karte)            | 1884 (Eisenbahnbrücke)             | Einzeldenkmal der Sachgesamtheit Kleinbahn Radebeul-Radeburg: Einbogenbrücke der Kleinbahn Radebeul-Radeberg über die Lößnitz (siehe Sachgesamtheitsliste – Obj. 09301069, OT Reichenberg); verkehrsgeschichtlich von Bedeutung | 09284919 |
| Direkt Bild zu diesem Denkmal hochladen | Dippelsdorfer Damm; Kleinbahn Radebeul–Radeburg (Sachgesamtheit); Lößnitzgrundbahn      | Reichenberg (Karte)            | 1883/1884 (Eisenbahndamm)          | Einzeldenkmal der Sachgesamtheit Kleinbahn Radebeul-Radeburg: Damm durch den Dippelsdorfer Teich, mit drei Brücken (siehe Sachgesamtheitsliste – Obj. 09301070, OT Reichenberg); 210 Meter langer Damm, verkehrs- und technikgeschichtlich von Bedeutung | 09284500 |
| Direkt Bild zu diesem Denkmal hochladen | Kleinbahn Radebeul–Radeburg (Sachgesamtheit); Lößnitzgrundbahn                          | Reichenberg (Karte)            | 1883–1884 (Eisenbahnanlage)        | Sachgesamtheitsbestandteil der Sachgesamtheit Kleinbahn Radebeul-Radeburg mit den Einzeldenkmalen: Haltepunkt Lößnitzgrund (siehe Einzeldenkmalliste – Obj. 08950885, Lößnitzgrundstraße), Dippelsdorfer Damm (siehe Einzeldenkmalliste – Obj. 09284500, ohne Anschrift) und Einbogenbrücke im Lößnitzgrund (siehe Einzeldenkmalliste – Obj. 09284919, ohne Anschrift) sowie den Sachgesamtheitsteilen: Trasse der Schmalspurbahn, Durchlässe (darunter gemauerte Bögen) und Teile der Stützmauer; verkehrs- und technikgeschichtlich von Bedeutung | 09301070 |
| Direkt Bild zu diesem Denkmal hochladen | Transformatorenhaus                                                                     | Reichenberg (Karte)            | um 1910 (Transformatorenstation)   | technikhistorisch von Bedeutung | 09284971 |
|                                         | Brauerei Reichenberg                                                                    | Reichenberg (Karte)            | Ende 19. Jahrhundert (Brauerei)    | Ehemalige Brauerei mit Terrassenvorbau; ortsgeschichtlich von Bedeutung | 09284979 |
| Weitere Bilder                          | Haltepunkt Lößnitzgrund; Kleinbahn Radebeul–Radeburg (Sachgesamtheit); Lößnitzgrundbahn | Reichenberg (Karte)            | ab 1895 (Personenbahnhof)          | Einzeldenkmal der Sachgesamtheit Kleinbahn Radebeul–Radeburg: Wartehalle (Holz), Bahnsteigbeleuchtung, Wasserpumpe und Bänke (siehe Sachgesamtheitsliste – Obj. 09301070, OT Reichenberg); verkehrs- und technikgeschichtlich von Bedeutung | 08950885 |
| Weitere Bilder                          | Transformatorenhäuschen am Dorfteich, mit Einfriedungsmauer                             | Steinbach Dorfstraße - (Karte) | um 1920 (Transformatorenstation)   | technikgeschichtlich von Bedeutung, ortsbildprägende Bruchsteinmauer als Einfriedung | 09284434 |